# Liste der Straßen und Plätze in Berlin-Steglitz

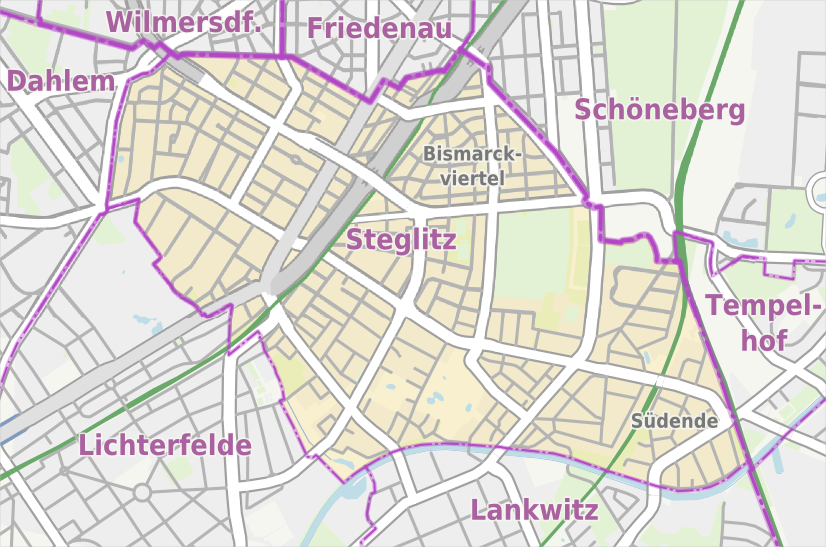
Übersichtskarte von Berlin-Steglitz

Die Liste der Straßen und Plätze in Berlin-Steglitz beschreibt das Straßensystem im Berliner Ortsteil Steglitz mit den entsprechenden historischen Bezügen. Gleichzeitig ist diese Zusammenstellung ein Teil der Listen aller Berliner Straßen und Plätze.

## Überblick

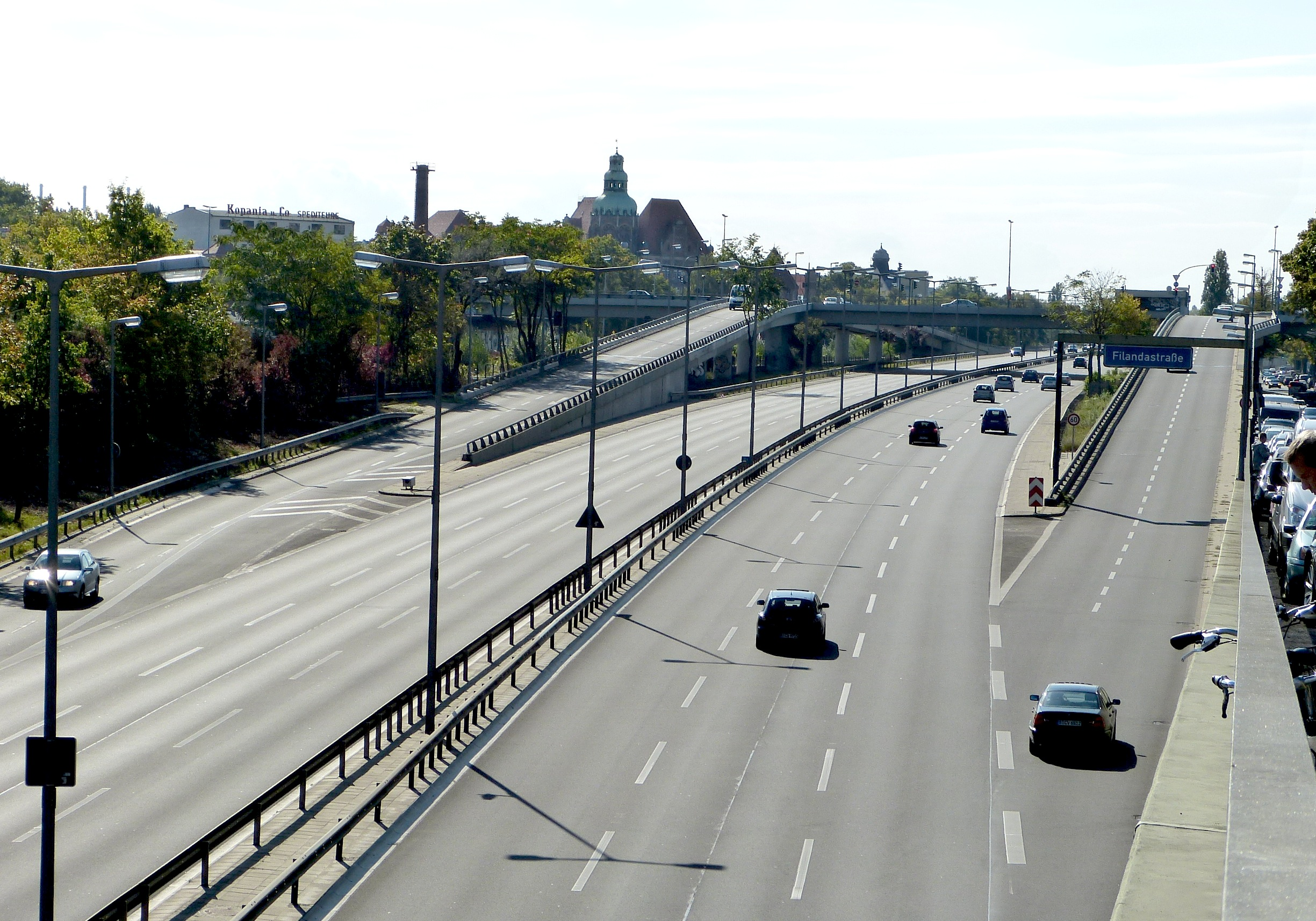
Westtangente, Blick nach Süden, Ausfahrt Filandastraße

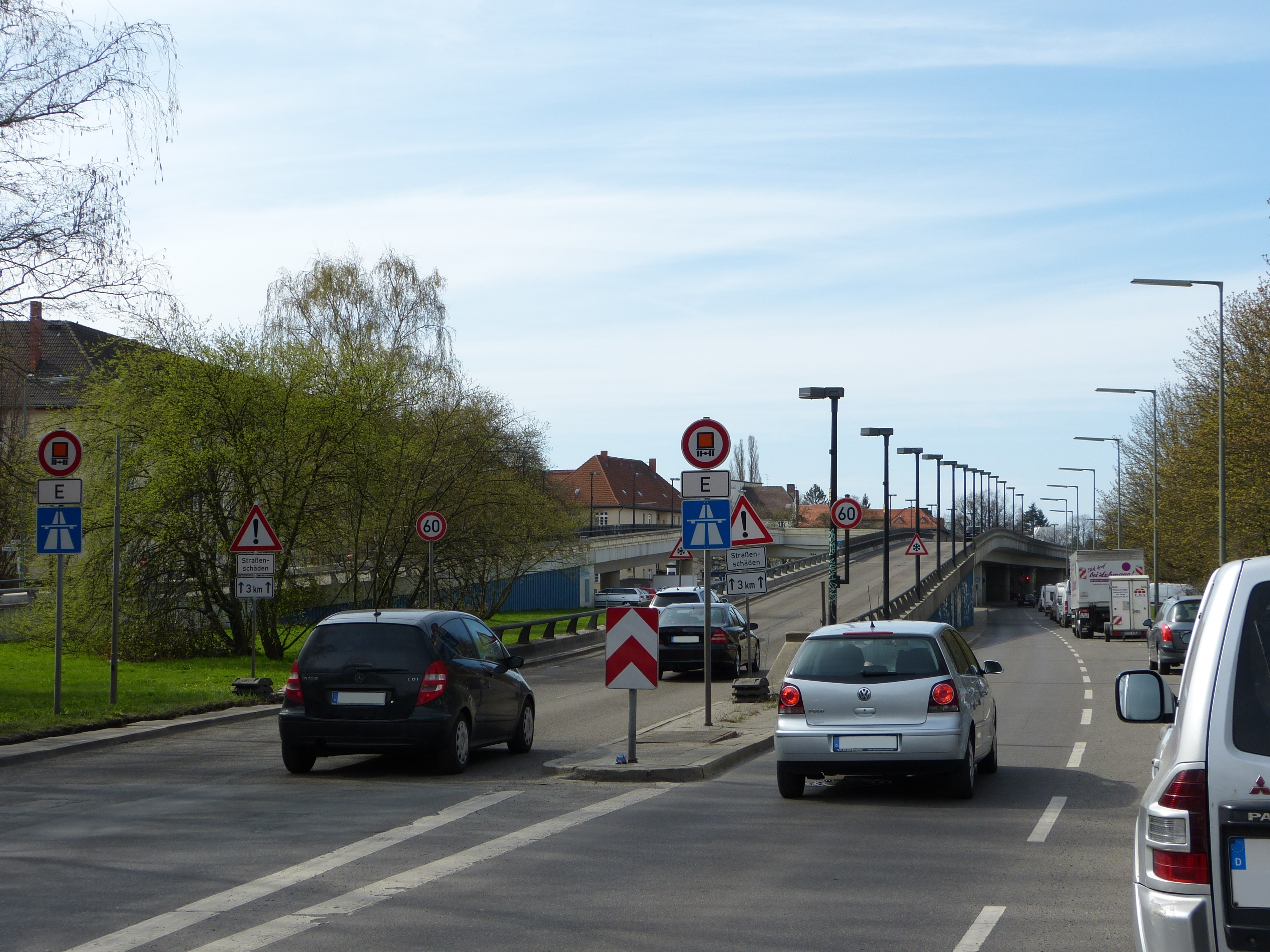
Übergang von der Schildhornstraße zur ehemaligen Bundesautobahn 104

Das öffentliche Straßennetz im gesamten Bezirk Steglitz-Zehlendorf (einschließlich der weiteren sieben Ortsteile) misst 635,4 Kilometer. Damit verfügt der Bezirk vor Treptow-Köpenick (628,1 km) und Pankow (604,7 km) über das größte Straßensystem in der Hauptstadt. In der folgenden Liste sind die 192 gewidmeten Straßen und 13 Plätze aufgeführt. 19 dieser Straßen setzen sich in Nachbarortsteilen fort oder gehören teilweise zu diesen. Die summierte Länge dieser Verkehrswege im Ortsteil beträgt 77,7 Kilometer.
Im Berliner Straßennetz gehören auf dem Gebiet des Ortsteils 430 Meter der Bundesstraße 1 (Schloßstraße), 3200 Meter Hauptfahrbahn der Bundesautobahn 103 (Westtangente) sowie 700 Meter Nebenfahrbahn (Ausfahrt zum Wolfensteindamm und Einfahrt von der Schloßstraße) zu den großräumigen Straßenverbindungen (Kategorie I). Die weiteren Ein- und Ausfahrten auf Steglitzer Territorium mit der Gesamtlänge von 2210 Metern gehören zum übergeordneten Straßensystem (Kategorie II) im Land Berlin. Die Westtangente verläuft quer durch Steglitz und mündet am Steglitzer Kreisel in das Straßensystem des Ortsteils. Am Breitenbachplatz geht die ehemalige Bundesautobahn 104 in die Schildhornstraße über. Dieses Teilstück stellt den Anschluss zum Stadtring in Wilmersdorf her.
Mit weiteren 11,9 Kilometern sind Steglitzer Stadtstraßen in diese Kategorie II Berlins eingeordnet: Albrechtstraße (1220 m), Attilastraße, Filandastraße (360 m) und Neue Filandastraße, Grunewaldstraße, Halskestraße, Knausstraße (130 m), Königin-Luise-Straße, Munsterdamm, Schildhornstraße (1400 m), die 420 Meter der Schloßstraße, Siemensstraße, Steglitzer Damm, Thorwaldsenstraße und Wolfensteindamm, sowie die Joachim-Tiburtius-Brücke und die im Ortsteil liegenden Anschlussstellen der A 103 und die ehemalige Anschlussstelle Schmargendorf. Die Bergstraße (180 m), Birkbuschstraße, Bismarckstraße, Feuerbachstraße (590 m), Klingsorstraße, Lepsiusstraße (820 m), Maßmannstraße, Schloßstraße (910 m), Schöneberger Straße und der Hermann-Ehlers-Platz gehören zu den 8,5 Kilometer regionaler Straßenverbindungen. Die weiteren Abschnitte von Berg- und Düppelstraße sind Ergänzungsstraßen (Kategorie IV, was etwa einer Ortsverbindungsstraße entspricht). Somit sind 30 % der Straßen im Ortsteil in der Bedeutung von Bundes- und Hauptstraßen.
Steglitz hat 76.247 Einwohner (Stand: 31. Dezember 2024) und umfasst die Postleitzahlenbereiche 12157, 12161, 12163, 12165, 12167, 12169, 12203, 12247, 14195 und 14197.

## Übersicht der Straßen und Plätze
Die nachfolgende Tabelle gibt eine Übersicht über die vorhandenen Straßen und Plätze im Ortsteil sowie einige dazugehörige Informationen.
- Name/Lage: aktuelle Bezeichnung der Straße oder des Platzes. Über den Link Lage kann die Straße oder der Platz auf verschiedenen Kartendiensten angezeigt werden. Die Geoposition gibt die Lage der ungefähren Mitte der Straßenlänge an.
- Im amtlichen Straßenverzeichnis nicht aufgeführte Verkehrswege sind mit * gekennzeichnet.
- Ehemalige oder nicht mehr gültige Straßennamen sind kursiv gesetzt. Für bedeutende ehemalige Straßen oder historische Straßennamen ist gegebenenfalls eine gesonderte Liste vorhanden.
- Länge/Maße in Metern:
Die in der Übersicht enthaltenen Längenangaben sind  gerundete Übersichtswerte, die in Google Earth mit dem dortigen Maßstab ermittelt wurden. Sie dienen Vergleichszwecken und werden, sofern amtliche Werte bekannt sind, ausgetauscht und gesondert gekennzeichnet.
Bei Plätzen sind die Maße in der Form a × b für rechteckige Anlagen und für (ungefähr) dreieckige Anlagen als a × b × c mit a als längster Seite angegeben.
Sofern die Straße auch in benachbarte Ortsteile weiterführt, gibt der Zusatz ‚im Ortsteil‘ an, wie lang der Straßenabschnitt innerhalb des Ortsteils dieses Artikels ist.
- Namensherkunft: Ursprung oder Bezug des Namens.
- Anmerkungen: weitere Informationen über anliegende Baudenkmale oder Institutionen, die Geschichte der Straße und historische Bezeichnungen.
- Bild: Foto der Straße oder eines anliegenden Objektes.

| Name/Lage                                     | Länge/Maße (in Metern)   | Namensherkunft | Datum der Benennung | Anmerkungen | Bild                                                                                              |
| --------------------------------------------- | ------------------------ | --- | ------------------- | --- | ------------------------------------------------------------------------------------------------- |
| Adolfstraße (Lage)                            | 0220                     | Adolf, männlicher Vorname | vor 1878            | Die Straße liegt zwischen Schützen- und Breite Straße. | Adolfstraße                                                                                       |
| Ahornstraße (Lage)                            | 0310                     | die Erstbepflanzung bestand aus Ahornbäumen | vor 1878            | Die Straße liegt zwischen der Schloß- und der Lepsiusstraße. | Ahornstraße                                                                                       |
| Albrechtstraße (Lage)                         | 2140 (1140 + 1000)       | Karl Friedrich Wilhelm Albrecht (1819–1904), Kommunalpolitiker in Steglitz                                                                              | 18. Apr. 1871       | Die Straße bildete früher eine fast gradlinige Verbindung von Steglitz nach Lankwitz. Sie wurde 1906 beim Bau des Teltowkanals geteilt. Ein kurzes Straßenstück der Steglitzer Straße in Lankwitz, das nun auf der Steglitzer Kanalseite lag, wurde 1916 auch „Albrechtstraße“ benannt. Bis 1930 fuhren Straßenbahnen durch die Albrechtstraße. Von 1935 bis 1965 gab es hier einen elektrisch betriebenen Oberleitungsbus (Linie A32). Um 1970 wurde ein kurzes Straßenstück beim Stadtpark Steglitz zwischen Sedanstraße und Bismarckstraße aufgehoben. Der dort gelegene Handjeryplatz wurde mit einem von Hans Wolff-Grohmann entworfenen Hochhaus überbaut. Seitdem ist die Straße an dieser Stelle zweigeteilt, der Verkehr wird über die Kreuzung Steglitzer Damm / Bismarckstraße geführt. | Albrechtstraße · Albrechtstraße, nahe S-Bahnhof Rathaus Steglitz                                  |
| Alsenstraße (Lage)                            | 0300                     | Alsen (dänisch: Als), dänische Insel, die Benennung erfolgte mit Bezug auf den Deutsch-Dänischen Krieg im Jahr 1864                                     | 1897                | Die Straße war bei ihrer ersten Erwähnung im Adressbuch 1898 unbebaut. Sie existierte schon davor als Teilstück der Fregestraße. Die Grundstücke der östlichen Straßenseite (Häuser Nr. 1–7) existieren nicht mehr, weil dort die Westtangente verläuft. | Alsenstraße                                                                                       |
| Althoffplatz (Lage)                           | 080 × 80                 | Friedrich Althoff (1839–1908), preußischer Kulturpolitiker                                                                                              | 17. Juli 1906       | Der Platz liegt an der Filandastraße und war vorher ein Teil der Straße A des Bebauungsplans. Der Althoffplatz gehört mit seiner Größe, seinen Proportionen und dem Baumbestand zu den typischen Plätzen, die nach dem Hobrechtplan für die Bebauung freigehalten wurden. Ein Bebauungsplan vom 5. Juli 1904 sah dann für die Heesesche Plantage (Maulbeerbäume) zwischen Berg-, Heese-, Südend- und Filandastraße einen 500 Quadratruten großen Schmuckplatz vor. Die Grünanlage ist weitestgehend erhalten. | Althoffplatz                                                                                      |
| Althoffstraße (Lage)                          | 0250                     | Friedrich Althoff (1839–1908), preußischer Kulturpolitiker                                                                                              | 17. Juli 1906       | Die Straße war vorher ein Teil der Straße A des Bebauungsplans, sie liegt zwischen Heesestraße und Althoffplatz. | Althoffstraße                                                                                     |
| Altmarkstraße (Lage)                          | 0410                     | Altmark, Region im Norden von Sachsen-Anhalt | 18. Juli 1908       | Der erste Name war Straße 35 des Bebauungsplans. Die Straße liegt im Bismarckviertel, der Besitz der Bismarcks befand sich in der Altmark. | Altmarkstraße                                                                                     |
| Am Bäkequell (Lage)                           | 0100                     | Bäke, ehemals wasserreicher Bach, der ursprünglich von Steglitz bis zum Griebnitzsee floss und heute nur noch in zwei kleinen Teilstücken besteht       | 18. Aug. 1926       | Die Straße liegt zwischen Schloß- und Fronhoferstraße. Der erste Name war Straße 89 des Bebauungsplans. | Am Bäkequell                                                                                      |
| Am Eichgarten (Lage)                          | 0440                     | ein mit Eichen bestandener parkartiger Garten zu einer früher hier vorhandenen Villa                                                                    | 26. Nov. 1925       | Das westliche Teilstück zwischen Brückenstraße und Stindestraße ist als Straße ausgebaut. Die östliche Fortsetzung zwischen Stindestraße und Siemensstraße ist ein Fußweg. Von 1878 bis 1925 hieß die Straße Viktoriastraße. Sie liegt am Nordufer des Teltowkanals, der hier den Ortsteil begrenzt. | Am Eichgarten                                                                                     |
| Am Fenn (Lage)                                | 0320                     | Fenn, niederdeutsche Bezeichnung für Moor | 26. Nov. 1925       | Die Straße erschließt ein Gebiet zwischen Albrechtstraße und Unter den Rüstern, wo sie sich als Fußweg fortsetzt. Sie liegt auf der Trasse von Straße 79 und Straße 75 des Bebauungsplans. Das vormals hier vorhandene dreieckige Fenn ist durch den Bau des Teltowkanals verschwunden (trockengefallen). | Am Bäkequell                                                                                      |
| Am Fichtenberg (Lage)                         | 0440 (im Ortsteil)       | Fichtenberg, höchste Erhebung in Steglitz | 20. Okt. 1913       | Die Nordostseite der Straße samt Fahrweg gehört zum Ortsteil, die Südwestseite zu Lichterfelde. Am Fichtenberg verläuft von der Schloßstraße nordwestwärts und geht in die Lepsiusstraße über. Der Weg liegt auf den Trassen von Straße 1, Straße 4 und Straße 5 des Bebauungsplans. Ende des 19. Jahrhunderts entstand hier eine Villenkolonie für höhere Beamte, Gelehrte und Künstler. | Am Fichtenberg                                                                                    |
| Am Stadtpark (Lage)                           | 0150                     | Steglitzer Stadtpark, zwischen 1906 und 1914 auf ehemaligem Wald- und Gutsgartengelände als Landschaftspark angelegt.                                   | vor 1920            | Am Stadtpark ist ein Fußweg zwischen Sedan- und Brückenstraße. Der erste Name war Straße 87a des Bebauungsplans. Das Bauland befand sich im Eigentum der „Boden-Aktiengesellschaft Steglitz (Berlin)“. | Am Stadtpark                                                                                      |
| Amfortasweg (Lage)                            | 0280                     | Amfortas, Figur aus der Oper Parsifal von Richard Wagner, König des Heiligen Grals und Onkel Parsifals                                                  | 17. Mai 1930        | Die Straße, als Straße C des Bebauungsplans trassiert, liegt im Bogen von und zur Klingsorstraße. | Amfortasweg                                                                                       |
| Arno-Holz-Straße (Lage)                       | 0210                     | Arno Holz (1863–1929), Dichter und Dramatiker des Naturalismus und Impressionismus                                                                      | 3. Mai 1935         | Die Straße liegt zwischen Schmidt-Ott-Straße und Zeunepromenade (hier als Sackgasse weiter). Der vorherige Name vor 1878 bis 1935 lautete Schillerstraße. | Arno-Holz-Straße                                                                                  |
| Attilastraße (Lage)                           | 0700 (im Ortsteil)       | Attila (auch Etzel; † 453), König der Hunnen | vor 1909            | Im Ortsteil verbindet die Straße den Teltowkanal mit der S-Bahnstrecke (exklusiv). Der längere östliche Abschnitt der Straße liegt in Tempelhof. Der Ortsname wurde zuerst in Tempelhof vergeben. Die vorherigen Namen waren Lankwitzer Straße (um 1900–um 1909), Lankwitzer Weg (vor 1882–um 1900) und Tempelhofer Weg (19. Jh.– um 1899), Tempelhofer Straße (um 1899–1928). Der bis um 1899 durch Südende führende Tempelhofer Weg wurde ausgebaut und zur Tempelhofer Straße, im Adressbuch von Steglitz für 1903 als Tempelhofer Chaussee vermerkt. 1928 wurde sie als neuer Abschnitt in die Attilastraße einbezogen. Stadtvillen und einzelne Wohnblocks kennzeichnen die verkehrsreiche Straße im Ortsteil. | Attilastraße                                                                                      |
| Barsekowstraße (Lage)                         | 0370                     | Otto Barsekow (1856–1918), Kommunalpolitiker in Steglitz                                                                                                | 17. Mai 1930        | 1930 wurde ein Teilstück der Johanna-Stegen-Straße zwischen Breite Straße und Gravelottestraße in Barsekowstraße umbenannt. In dieser Straße hatte der Architekt Gustav Lilienthal, Bruder des Flugpioniers Otto Lilienthal, ein Geschäftshaus geplant und errichten lassen, das ein burgenähnliches Aussehen erhielt – mit Zinnen, Erkern und Spitzbögen. Das Gebäude ist erhalten und steht unter Denkmalschutz. Weitere zwei Häuser (Nummer 27/29) gehören zur „Wohnanlage Steglitz III“, die nach Plänen von Paul Zimmerreimer 1928/1929 entstand und ebenfalls in der Baudenkmalsliste steht. | Barsekowstraße                                                                                    |
| Benzmannstraße (Lage)                         | 0420                     | Hans Benzmann (1869–1926), Schriftsteller | 8. Apr. 1933        | Der vorherige Name war vor 1896 bis 1933 Potsdamer Straße. | Benzmannstraße                                                                                    |
| Bergstraße (Lage)                             | 1400                     | Rauhe Berge, zu denen die Straße führt | 18. Apr. 1871       | Die Straße liegt zwischen Kieler / Robert-Lück-Straße und Thorwaldsenstraße/Prellerweg und begrenzt das Bismarckviertel nach Süden. | Bergstraße                                                                                        |
| Berlinickestraße (Lage)                       | 0400                     | Gottlieb Berlinicke (1835–1898), Bauerngutsbesitzer und Gemeindevorsteher in Steglitz                                                                   | vor 1869            | Die Straße liegt südöstlich neben der Wannseebahn und verbindet die Ruge- mit der Albrechtstraße. | Berlinickestraße                                                                                  |
| Beymestraße (Lage)                            | 0300                     | Carl Friedrich von Beyme (1765–1838), Jurist und Politiker                                                                                              | vor 1878            | Die Straße verbindet die Klingsor- mit der Sedanstraße. Im Jahr 1901 weist das Adressbuch hier (Beymerstraße 19) die Deutsche Eisenbahn-Bau-Gesellschaft GmbH aus. Der Theologe und Publizist August Hinderer wohnte in der Beymestraße und leitete in einem Haus gegenüber von 1918 an den Evangelischen Presseverband für Deutschland. Sein Wohnhaus, die Villa Hinderer, wurde im Zweiten Weltkrieg schwer beschädigt und ist eine der wenigen verbliebenen Kriegsruinen in Berlin. | Beymestraße                                                                                       |
| Biberacher Weg (Lage)                         | 0125                     | Biberach an der Riß, Kreisstadt in Baden-Württemberg | 20. Juli 1960       | Die Straße liegt zwischen Steglitzer Damm und Ellwanger Straße. Bei der Anlage des Verkehrswegs vor 1878 wurde er wohl mit Linden bepflanzt und hieß deshalb zuerst Lindenstraße. | Biberacher Weg                                                                                    |
| Birkbuschgarten (Lage)                        | 0130                     | Birkbusch, früher ein Vorwerk und eine Schäferei, die zum Gut Steglitz gehörten                                                                         | 7. Jan. 1928        | Der vorherige Name der Straße zwischen Birkbusch- und Johanna-Stegen-Straße von 1912 bis 1928 war Marslatourstraße, sie lag auf der Trasse der Straße 83a des Bebauungsplans. | Birkbuschgarten                                                                                   |
| Birkbuschstraße (Lage)                        | 1150 (im Ortsteil)       | Birkbusch, früher ein Vorwerk und eine Schäferei, die zum Gut Steglitz gehörten                                                                         | 18. Apr. 1871       | Der Abschnitt der Straße südlich vom Teltowkanal verläuft in Lankwitz. Im Jahr 1608 wurde das Vorwerksgelände als Birckenbusch erstmals urkundlich erwähnt, 1831 der Birkenbusch, 1836 Steglitzer Busch und 1854 Birken Busch. Um 1910 ging das zum großen Teil sumpfige Gebiet im Steglitzer Stadtpark auf. In dieser Straße, auf der Parzelle 11, hatten sich in den 1920er Jahren mehrere Chemische Fabriken angesiedelt. In dieser Straße befand sich während des Zweiten Weltkriegs ein Zwangsarbeiterlager (Parzelle 18), deren Bewohner im Reichsamt „Technische Nothilfe“ eingesetzt waren. Lange nach Kriegsende wurden auf den Flächen noch Chemikalien (beispielsweise Reinigungsmittel) hergestellt, sodass im Jahr 2000 die Firma Dibag einem Umweltbüro den Auftrag gegeben hat, „Erkundungen und Bewertungen“ zur Kontamination von Bodenschichten vorzunehmen. Das Haus Birkbuschstraße 65, 1928/29 als Teil der „Wohnanlage Steglitz III“ entstanden, ist ein gelistetes Baudenkmal. | Birkbuschstraße                                                                                   |
| Bismarckstraße (Lage)                         | 1440                     | Otto von Bismarck (1815–1898), Politiker und Reichskanzler                                                                                              | 1896                | Im Adressbuch 1897 ist sie erstmals enthalten mit dem Hinweis „unbebaut“. Damals gab es nur den Abschnitt südlich der Bergstraße. Die Verlängerung nach Norden durch Einbeziehung der Straße E des Bebauungsplans (Verlängerung der Bismarckstraße) in die Bismarckstraße erfolgte am 18. Juli 1908. Von 1914 bis 1963 verkehrte die Straßenbahnlinie 88 durch diese Straße. Im nördlichen Teil ist die damalige für Berlin untypische seitliche Lage der Schienen noch heute durch den großen Abstand der Bäume vom Gehweg zu erkennen, weshalb hier – für alte Straßen ebenfalls untypische – Querparkplätze angelegt wurden. Dagegen ist der südliche Bereich um 1984 völlig neu gestaltet worden. Nördlich der Bergstraße bildet die Bismarckstraße das Zentrum des Bismarckviertels: Die Straßen östlich und westlich sind nach Orten und Persönlichkeiten aus Bismarcks Leben benannt. An der östlichen Straßenseite befindet sich der Friedhof Steglitz.                                       | Bismarckstraße, nördlicher Teil · Bismarckstraße, Höhe Stirnerstraße                              |
| Björnsonstraße (Lage)                         | 0220                     | Bjørnstjerne Bjørnson (1832–1910), norwegischer Schriftsteller                                                                                          | 10. Dez. 1910       | Der erste Name der Straße zwischen Grillparzer- und Schildhornstraße war Straße 9b des Bebauungsplans. Um 1912 wurde die Verlängerung der Björnsonstraße, die Gellertstraße, einbezogen. Die Straße liegt in einem Viertel, das wegen seiner Straßennamen Dichterviertel genannt wird. | Björnsonstraße                                                                                    |
| Bornstraße (Lage)                             | 0525 (im Ortsteil)       | David Born (eigentlich David Buttermilch, 1817–1879), Unternehmer und Gründer der Landhauskolonie Friedenau                                             | 5. Sep. 1889        | Zwischen 1874 und 1889 hieß die Bornstraße Steglitzer Straße. Die Nordseite der Straße und das Straßenland liegen in Friedenau, die Straße (teilweise Einbahnstraße) verbindet Schloß- und Odenwaldstraße. Die Straße gehörte im 19. Jahrhundert vollständig zu Friedenau, erst seit 1938 bildet sie die Grenze zu Steglitz. | Bornstraße; rechts die Rückseite des Forum Steglitz                                               |
| Borstellstraße (Lage)                         | 0800                     | Ludwig von Borstell (1773–1844), preußischer General | 11. Nov. 1913       | Der erste Name war Straße 76 des Bebauungsplans. Am 10. April 1931 wurde die Verlängerung der Borstellstraße, die Märkische Straße und die Lichterfelder Straße, einbezogen. Die Straße liegt zwischen Liebenowzeile und Siemensstraße (Siemensbrücke). | Borstellstraße                                                                                    |
| Braillestraße (Lage)                          | 0120                     | Louis Braille (1809–1852), französischer Erfinder des nach ihm benannten Punktschriftsystems für Blinde                                                 | 2. Nov. 1953        | Die Straße liegt zwischen Schloß- und Rothenburgstraße und hieß seit um 1896 bis 1953 Kurfürstenstraße. | Braillestraße                                                                                     |
| Brandenburgische Straße (Lage)                | 0360                     | Mark Brandenburg, Markgrafschaft des Heiligen Römischen Reiches                                                                                         | 1897                | Die Straße liegt zwischen Borstell- und Buhrowstraße. Bei ihrer ersten Erwähnung im Adressbuch 1898 ging sie von der Stephanstraße ab und war unbebaut. Nach anderer Quelle wurde sie am 2. Juni 1904 benannt und hieß davor seit 1887 bis 1904 Dahlemer Straße, jedoch ist sie in den Adressbüchern (erste Ausgabe 1896) nicht enthalten | Brandenburgische Straße                                                                           |
| Breite Straße (Lage)                          | 0560                     | die Straße war lange Zeit die breiteste Straße in Steglitz                                                                                              | vor 1878            | Die Straße liegt zwischen Albrecht- und Birkbuschstraße. | Breite Straße                                                                                     |
| Breitenbachplatz (Lage)                       | 0200 × 100 (ovale Form)  | Paul von Breitenbach (1850–1930), preußischer Minister für öffentliche Arbeiten                                                                         | 26. Aug. 1913       | Von 1892 bis 1913 hieß er Rastatter Platz. Die Grünanlagen des Platzes entwarf der Gartenarchitekt Georg Kuphaldt. Der größere Teil des Platzes liegt in Dahlem. Der kleinere Teil gehört zu Steglitz und grenzt an Wilmersdorf. Die Umbenennung des Platzes erfolgte 1913 anlässlich der Eröffnung der U-Bahn-Linie nach Dahlem, an deren Bau der preußische Minister Paul von Breitenbach wesentlichen Anteil hatte. | Breitenbachplatz mit einem der drei Zugänge zur U-Bahn                                            |
| Brentanostraße (Lage)                         | 0660                     | Clemens Brentano (1778–1842), Schriftsteller | 9. Juni 1933        | Diese im Wesentlichen in Nord-Süd-Richtung verlaufende Straße liegt zwischen Schildhorn- und Grunewaldstraße. Zwischen 1901 und 1933 hieß sie Kleiststraße, die von der Rheingau AG angelegt wurde. | Brentanostraße                                                                                    |
| Brinkmannstraße (Lage)                        | 0110                     | Conradin Brinkmann (1873–1956), Pädagoge und Mitbegründer des Steglitzer Heimatvereins                                                                  | 15. Juli 1957       | Der vorherige Name der Straße zwischen Karl-Fischer-Weg und Sembritzkistraße vor 1903 bis 1957 war Turmstraße. Die Straße gehörte bis 1920 zur „Landhauskolonie Südende“ und damit zu Mariendorf. | Brinkmannstraße                                                                                   |
| Brückenstraße (Lage)                          | 0150                     | eine kleine Steinbrücke, die ehemals den Faulen Graben überspannte                                                                                      | vor 1878            | Die Straße liegt zwischen Johanna-Stegen-Straße und Am Eichgarten als Sackgasse. Nördlich schließt sich der Stadtpark Steglitz an. Die Verlängerung der Brückenstraße entlang des neu erbauten Teltowkanals, die Straße 62e des Bebauungsplans, erhielt am 15. Januar 1910 ebenfalls den Namen Brückenstraße. Nach dem Zweiten Weltkrieg wurde dieses Straßenstück, das nie bebaut worden war, in eine Grünanlage umgewandelt. | Brückenstraße                                                                                     |
| Buggestraße (Lage)                            | 0480                     | Ferdinand Bugge (1852–1911), Kommunalpolitiker und Initiator des Steglitzer Stadtparks                                                                  | 1912                | Bis zur Änderung der Ortsteilgrenzen 1938 gehörte die Straße zu Dahlem. Von 1910 bis zur Umbenennung 1912 hieß der Verkehrsweg Tolstoistraße. Am 16. Januar 1925 wurde die Straße 46a einbezogen. Die Straße verbindet Schildhornstraße und Englerallee. | Buggestraße                                                                                       |
| Buhrowstraße (Lage)                           | 0450                     | Karl Buhrow (1863–1939), Jurist und Bürgermeister von Steglitz                                                                                          | 11. Juli 1957       | Die Straße liegt zwischen Steglitzer Damm und Brandenburgischer Straße. Der vorherige Name vor 1903 bis 1957 war Bahnstraße nach dem Bahnhof Südende am Nordende der Straße. | Buhrowstraße                                                                                      |
| Carl-Heinrich-Becker-Weg (Lage)               | 0310                     | Carl Heinrich Becker (1876–1933), Orientalist und Politiker                                                                                             | 24. Aug. 1992       | Die vorherigen Namen waren vor 1883 bis 1934 Friedrichstraße und zwischen 1934 und 1992 Dietrich-Schäfer-Weg. | Carl-Heinrich-Becker-Weg                                                                          |
| Carmerplatz (Lage)                            | 0115 × 50 (Dreiecksform) | Johann Heinrich von Carmer (1720–1801), preußischer Großkanzler und Justizreformer                                                                      | 1903                | Der Platz zwischen Birkbusch- und Rugestraße entstand um 1900 durch Zuschüttung eines Teiches. Diesen hatte zuvor (ab ca. 1870) der Bauerngutsbesitzer Schröder gepachtet und dort eine Badeanstalt betrieben, die aus einem zweigeteilten Holzbau mit Badezellen bestand. | Carmerplatz                                                                                       |
| Crailsheimer Straße (Lage)                    | 0480                     | Crailsheim, Stadt im Landkreis Schwäbisch Hall in Baden-Württemberg                                                                                     | 20. Juli 1960       | Die vorherigen Namen waren nach 1850 bis 1893 Lankwitzer Straße und zwischen 1893 und 1960 Friedrichstraße. | Crailsheimer Straße                                                                               |
| Dalandweg (Lage)                              | 0280                     | Daland, Figur eines norwegischen Seefahrers in der Wagner-Oper Der Fliegende Holländer                                                                  | 17. Mai 1930        | Die ersten Namen waren Straße K und Straße G des Bebauungsplans. | Dalandweg                                                                                         |
| Deitmerstraße (Lage)                          | 0240                     | Josef Deitmer (1865–1929), katholischer Theologe und Weihbischof mit Sitz in Berlin                                                                     | 16. Aug. 1952       | Der vorherige Name von vor 1883 bis 1952 war Flensburger Straße. | Deitmerstraße                                                                                     |
| Denkstraße (Lage)                             | 0190                     | Otto Denk (1837–1906), Amtsvorsteher von Mariendorf | 1. Feb. 1909        | Der erste Name war Straße 8a des Bebauungsplans. | Denkstraße                                                                                        |
| Dijonstraße (Lage)                            | 0100                     | Dijon, Stadt in Frankreich | vor 1914            | Die Straße ging ursprünglich bis zur heutigen Klingsorstraße durch. Nachdem sie durch ein im mittleren Abschnitt angelegtes Grundstück geteilt wurde, erhielt der westliche Teil 1933 den Namen Leydenallee. | Dijonstraße                                                                                       |
| Doldenweg (Lage)                              | 0060                     | Doldengewächse, eine Pflanzenfamilie | 21. Aug. 1931       | Der Doldenweg ist eine reine Fußgängerstraße, der als Sackgasse den Zugang zum Seitenflügel eines Wohnhauses bildet und über die Kelchstraße erschlossen wird. Die Mehrfamilienhäuser der ruhigen Wohnstraße gehören zu einer Wohnungsbaugenossenschaft und stammen alle aus den frühen 1930er Jahren. Die Baupläne lieferte der Architekt Emil Müller, der die Siedlung für den Wohnungsbauverein Neukölln entwarf. Der Doldenweg grenzt direkt an den Georg-von-Siemens-Park und liegt nahe dem Ufer am Teltowkanal. | Doldenweg                                                                                         |
| Dünther Straße (Lage)                         | 0110                     | Dünth, Ort in Dänemark bei Düppel, hier wurden 1864 die Düppeler Schanzen erstürmt                                                                      | vor 1878            | Die Straße liegt zwischen Düppel- und Florastraße. | Dünther Straße                                                                                    |
| Düppelstraße (Lage)                           | 0440                     | Düppel, Ort in Dänemark, 1864 Erstürmung der Düppeler Schanzen                                                                                          | vor 1878            | Die Straße liegt zwischen Albrechtstraße am Hermann-Ehlers-Platz und Alsen-/Florastraße. Im 20. Jahrhundert befand sich in dieser Straße (Gebäude Nummern 20/21) die „Bierbrauerei Friedrich Mönnig, vorm. Oskar Walter“. | Düppelstraße                                                                                      |
| Elisenstraße (Lage)                           | 0240                     | Elise Luise Mathilde Mannstaedt († nach 1904), Ehefrau des Dirigenten und Schriftstellers Wilhelm Mannstaedt (1837–1904)                                | vor 1878            | Wilhelm Mannstaedt besaß in dieser Straße (Haus Nummer 9) eine Villa. Die Benennung der Straße nach Elise Mannstaedt ist jedoch nicht eindeutig belegt. | Elisenstraße                                                                                      |
| Ellwanger Straße (Lage)                       | 0350                     | Ellwangen (Jagst), Stadt im Ostalbkreis in Baden-Württemberg                                                                                            | 20. März 1939       | Die vorherigen Namen waren nacheinander Mariendorfer Straße, Hermannstraße und Hünefeldstraße. | Ellwanger Straße                                                                                  |
| Englerallee (Lage)                            | 0730                     | Adolf Engler (1844–1930), Botaniker, 1. Direktor des Botanischen Gartens Berlin                                                                         | 17. Sep. 1938       | Der vorherige Name war um 1907 bis 1938 Sachsallee. Die Westseite der Straße und das Straßenland liegen in Dahlem. | Englerallee                                                                                       |
| Erlenstraße (Lage)                            | 0200                     | Erlen, Birkengewächse | 1905                | Erstmals 1906 im Adressbuch erwähnt. Am 1. September 1964 wurde die im rechten Winkel zur Erlenstraße verlaufende Eschenstraße in die Erlenstraße einbezogen. | Erlenstraße                                                                                       |
| Ermanstraße (Lage)                            | 0250                     | Jean Pierre Adolphe Erman (eigentlich: Johann Peter Adolf Ermatinger, 1854–1937), Ägyptologe                                                            | 3. Dez. 1954        | Der vorherige Name war um 1890 bis 1954 Uhlandstraße. | Ermanstraße                                                                                       |
| Feuerbachstraße (Lage)                        | 0800                     | Anselm Feuerbach (1829–1880), Maler | 17. Juli 1906       | Der erste Name war Straße H des Bebauungsplans. Am 20. Oktober 1932 wurde die bereits im 19. Jahrhundert vorhandene Feldstraße in die Feuerbachstraße miteinbezogen. Die Feuerbachstraße bildet die nördliche Begrenzung des Bismarckviertels. Sie beginnt im Osten am Knausplatz, überquert mit der Feuerbachbrücke die S-Bahn-Linie S1 und den Steglitz-Zubringer A103 und mündet im Westen in die Schloßstraße. | westliches Ende der Feuerbachstraße                                                               |
| Filandastraße (Lage)                          | 0300                     | Filanda, italienische Bezeichnung für eine Anlage zum Abhaspeln von Seidenkokons                                                                        | vor 1878            | Die Straße verläuft von der Albrecht- bis zur Bergstraße. Der Name erinnert an die 1889 eingestellte Seidenraupenzucht von Johann Adolph Heese. | Filandastraße                                                                                     |
| Flemmingstraße (Lage)                         | 0340                     | Karl Flemming (1858–1907), Architekt | um 1910             | Der erste Name war Straße 16 des Bebauungsplans. | Flemmingstraße                                                                                    |
| Florastraße (Lage)                            | 0100                     | Flora, römische Göttin der Blumen | vor 1883            | Die Florastraße wurde im Jahr 1896 befestigt. Durch den Bau der Stadtautobahn (Westtangente) fiel der Abschnitt zwischen Schadenrute und Alsenstraße fort und wurde am 13. April 1966 entwidmet. Die kurze Wohnstraße mit Altbausubstanz zieht sich von der Stadtautobahn (A 103) zur Joachim-Tiburtius-Brücke, die als Zubringer zur Stadtautobahn dient, dort gibt es einen Fußgängerdurchgang zur Schloßstraße. | Florastraße                                                                                       |
| Forststraße (Lage)                            | 0700                     | Forst, nach dem in der Nähe gelegenen Grunewald. | vor 1883            | Die Straße verläuft von der Lepsius- bis zur Brentanostraße. | Forststraße                                                                                       |
| Franz-Amrehn-Platz (Lage)                     | 0030 × 20                | Franz Amrehn (1912–1981), CDU-Politiker | 4. Okt. 2011        | Der zuvor namenlose Platz vor dem Bekleidungshaus C&A an der Ecke Schloß- / Schildhornstraße wurde auf Beschluss der BVV nach Franz Amrehn benannt. Um 1904 lag hier der dreieckige Schildhornplatz. | Franz-Amrehn-Platz                                                                                |
| Fregestraße (Lage)                            | 0460 (im Ortsteil)       | Ferdinand Ludwig Frege (1804–1883), Theologe und Historiker und zwischen 1846 und 1883 Erster Pfarrer in Schöneberg                                     | 29. Apr. 1884       | Teile der Straße gehören zu Friedenau und Schöneberg. Der erste Name der Fregestraße war Straße 27. Der spätere Bundespräsident Theodor Heuss wohnte mit seiner Frau Elly Heuss-Knapp von 1918 bis 1930 in der Fregestraße 80 und war Stadtverordneter von Schöneberg. Der Dichter und Schriftsteller Hans Magnus Enzensberger wohnte in der Fregestraße 19. | Fregestraße                                                                                       |
| Friedrichsruher Platz (Lage)                  | 0120 × 60                | Friedrichsruh, Ort im Sachsenwald, ab 1871 Wohnsitz von Bismarck                                                                                        | 15. Jan. 1910       | Der Platz ist Standort der Lukaskirche. Er liegt im Bismarckviertel. | Friedrichsruher Platz                                                                             |
| Friedrichsruher Straße (Lage)                 | 0900                     | Friedrichsruh, Ort im Sachsenwald, ab 1871 Wohnsitz von Bismarck                                                                                        | 18. Juli 1908       | Der erste Name war Straße 41 des Bebauungsplans. Die Straße liegt im Bismarckviertel. | Friedrichsruher Straße                                                                            |
| Fritschweg (Lage)                             | 0200                     | Bruno Fritsch (1842–1933), Politiker | 3. Mai 1935         | Der vorherige Name war vor 1909 bis 1935 Fritschstraße. | Fritschweg                                                                                        |
| Fronhoferstraße (Lage)                        | 0260                     | Christoph von Fronhofer (1728–1782), Militär und Gutsbesitzer                                                                                           | vor 1912            | Die Straße verläuft vom Wolfenstein- bis zum Hindenburgdamm. | Fronhoferstraße                                                                                   |
| Ganghoferstraße (Lage)                        | 0100                     | Ludwig Ganghofer (1855–1920), Schriftsteller | 10. Dez. 1910       | Die Straße verläuft von der Grillparzer- bis zur Opitzstraße. | Ganghoferstraße                                                                                   |
| Goebenstraße (Lage)                           | 0310                     | August Karl von Goeben (1816–1880), preußischer General                                                                                                 | 27. Okt. 1890       | Die Straße ist nicht durchgängig befahrbar. Sie verläuft zwischen Klingsor- und Sedanstraße. Das Haus Goebenstraße 1/2, 1928/29 als Teil der „Wohnanlage Steglitz III“ entstanden, ist ein gelistetes Baudenkmal. | Goebenstraße                                                                                      |
| Göttinger Straße (Lage)                       | 0250                     | Göttingen, Universitätsstadt in Niedersachsen, Studienort Bismarcks 1832–1835                                                                           | 18. Juli 1908       | Der erste Name war Straße 37 des Bebauungsplans. Die ruhige Wohnstraße mit großflächigen Innenhöfen liegt im Bismarckviertel. | Göttinger Straße                                                                                  |
| Grabertstraße (Lage)                          | 0290                     | Martin Grabert (1868–1951), Komponist und Organist | 11. Juli 1957       | Der vorherige Name zwischen 1893 und 1957 war Wilhelmstraße. Die ruhige Wohnstraße verbindet Sembritzkistraße und Steglitzer Damm. Auf der östlichen Straßenseite liegen der kaum sichtbare Hambuttenpfuhl und der eingebaute Karutschenpfuhl, der keinen öffentlichen Zugang hat. Am Karutschenpfuhl befindet sich in einer restaurierten Villa die Musikschule Steglitz-Zehlendorf. | Grabertstraße                                                                                     |
| Gravelottestraße (Lage)                       | 0425                     | Gravelotte, Gemeinde in Frankreich, 1870 Ort der Schlacht bei Gravelotte.                                                                               | 8. Nov. 1912        | Der erste Name war Straße 81a des Bebauungsplans. | Gravelottestraße                                                                                  |
| Grenzburgstraße (Lage)                        | 0065                     | auf dem in der Nähe gelegenen Fichtenberg befand sich eine künstliche Ruine mit dem Namen Grenzburg                                                     | 16. März 1910       | Die Grenzburg war eine 1790 errichtete künstliche Ruine, das privat errichtete „Belvedere“. Von hier aus soll man eine schöne Aussicht auf Charlottenburg, Wilmersdorf, Schöneberg und das dahinter gelegene Alt-Berlin gehabt haben. | Grenzburgstraße                                                                                   |
| Grillparzerstraße (Lage)                      | 0400                     | Franz Grillparzer (1791–1872), österreichischer Schriftsteller                                                                                          | vor 1910            | Der erste Name war Straße 8 des Bebauungsplans. Der westliche Abschnitt der Grillparzerstraße, die frühere Straße 46f des Bebauungsplans von Dahlem, wurde am 16. Januar 1925 in Grillparzerstraße benannt und gehörte bis zum 1. April 1938 zu Dahlem. | Grillparzerstraße                                                                                 |
| Gritznerstraße (Lage)                         | 0840                     | Maximilian Gritzner (1843–1902), Heraldiker, Schöpfer des Steglitzer Ortswappens                                                                        | vor 1946            | Der vorherige Name war Arndtstraße. Der Abschnitt nördlich der Schildhornstraße hieß Friesenstraße. In der Gritznerstraße stehen das Paulsen-Gymnasium und die Dunant-Grundschule. | Gritznerstraße                                                                                    |
| Grunewaldstraße (Lage)                        | 0930                     | Grunewald, Berlins größter Forst | 18. Apr. 1871       | Der vorherige Name nach 1850 bis vor 1878 war Dahlemer Weg. 1905 wurde die Straße ausgebaut und befestigt. | Grunewaldstraße                                                                                   |
| Gurlittstraße (Lage)                          | 0220                     | Louis Gurlitt (1812–1897), Maler | 15. Juli 1957       | Der vorherige Name vor 1903 lautete Teichstraße. | Gurlittstraße                                                                                     |
| Gustav-Mahler-Platz (Lage)                    | 090 × 80                 | Gustav Mahler (1860–1911), österreichischer Komponist                                                                                                   | 1. Dez. 1968        | Der erste Name war Platz R des Bebauungsplans. Er liegt zwischen Englerallee und Haderslebener Straße. | Gustav-Mahler-Platz                                                                               |
| Gutsmuthsstraße (Lage)                        | 0350                     | Johann Christoph Friedrich GutsMuths (1759–1839), Pädagoge und Mitbegründer des Turnens                                                                 | um 1920             | Die Straße verläuft von der Schloßstraße bis zur Lepsiusstraße. Hier liegen der Eingang des Titania-Palastes und die Südseite des Forum Steglitz. Auf Stadtplänen von 1907 und 1910 ist die Straße noch nicht eingetragen, die Fläche gehörte zum Ortsteil Friedenau. Im Jahre 1926 existierte die Straße und gehörte zu Friedenau | Gutsmuthsstraße                                                                                   |
| Hackerstraße (Lage)                           | 0200 (im Ortsteil)       | Johann Carl Hacker (1811–1892), Kommunalpolitiker und Geheimer Rechnungsrat im Kaiserlichen Kriegsministerium                                           | 1890                | Der nördliche Abschnitt der Straße verläuft in Friedenau. Der in Steglitz gelegene Teil entstand durch dessen Verlängerung nach Süden zwischen 1905 und 1910. Er umfasst die Hausnummern 10–23. | Hackerstraße                                                                                      |
| Haderslebener Straße (Lage)                   | 0560                     | Hadersleben, Stadt in Dänemark | nach 1907           | Der erste Name war Straße 46c des Bebauungsplans. Auf einem Stadtplan von 1907 ist die Straße als Kleiststraße eingetragen. | Haderslebener Straße                                                                              |
| Halskestraße (Lage)                           | 0400                     | Johann Georg Halske (1814–1890), Techniker, Unternehmer und Berliner Kommunalpolitiker. Der Firmenname Siemens & Halske hielt sich bis 1966.            | 1897                | Die Straße war bei ihrer ersten Erwähnung im Adressbuch 1898 nur mit zwei Häusern in der Nähe der heutigen Benzmannstraße bebaut. Sie führte über den heutigen Steglitzer Damm hinaus durch unbebautes Gelände weiter nach Nordosten im Zuge des heutigen Hanstedter Weges zur heutigen Sembritzkistraße. 1931 wurde der nordöstliche Teil in Hanstedter Weg umbenannt. Bei der Anlage des Munsterdamms wurde der Teil nördlich des Steglitzer Dammes umbenannt bzw. für eine Neutrassierung aufgegeben. | Halskestraße                                                                                      |
| Hanstedter Weg (Lage)                         | 0180                     | Hanstedt, Gemeinde im Landkreis Harburg in Niedersachsen                                                                                                | 23. Nov. 1931       | Die Straße verläuft zwischen dem Munsterdamm und der Sembritzkistraße. Hier steht die Grundschule am Insulaner. | Hanstedter Weg                                                                                    |
| Haydnstraße (Lage)                            | 0320 (im Ortsteil)       | Joseph Haydn (1732–1809), österreichischer Komponist | vor 1909            | Der erste Name war Straße A des Bebauungsplans. Der westliche Abschnitt der Straße verläuft in Lichterfelde. | Haydnstraße                                                                                       |
| Heesestraße (Lage)                            | 0320                     | Johann Adolph Heese (1783–1862), Seidenwirker und Unternehmer                                                                                           | 18. Apr. 1871       | Die Straße verläuft von der Albrecht- und Schützenstraße bis zur Bergstraße. Hier befindet sich das Gymnasium Steglitz. | Heesestraße                                                                                       |
| Heimstättenweg (Lage)                         | 0150                     | Heimstättensiedlung, auf deren Gelände die Straße angelegt wurde                                                                                        | 22. Sep. 1922       | Die Straße verläuft von der Paulsen- bis zur Flemmingstraße. | Heimstättenweg                                                                                    |
| Heinrich-Seidel-Straße (Lage)                 | 0220                     | Heinrich Seidel (1842–1906), Ingenieur und Schriftsteller                                                                                               | 15. Jan. 1910       | Die Straße verläuft von der Liliencronstraße bis zum Steglitzer Damm. | Heinrich-Seidel-Straße                                                                            |
| Herderstraße (Lage)                           | 0340                     | Johann Gottfried Herder (1744–1803), Dichter | vor 1890            | Die Straße verläuft von der Lepsius- bis zur Gritznerstraße, darüber hinaus weiter als Sackgasse bzw. als Fußgängerweg bis zur Paulsensraße. | Herderstraße                                                                                      |
| Hermann-Ehlers-Platz (Lage)                   | 0085 × 40                | Hermann Ehlers (1904–1954), Politiker und Präsident des Deutschen Bundestages                                                                           | 28. März 1958       | Der Platz liegt an der Schloßstraße, Düppelstraße, Albrechtstraße, Grunewaldstraße und Kuhligkshofstraße. Hier befinden sich das Rathaus Steglitz, der Steglitzer Kreisel und der Bahnhof Rathaus Steglitz (S-Bahn-Linie S1 und U-Bahn-Linie U9). Auf dem Platz findet regelmäßig ein Wochenmarkt statt. Außerdem steht hier das Holocaust-Mahnmal Steglitz. Zuerst hieß er inoffiziell Rathausplatz. | Hermann-Ehlers-Platz mit Spiegelwand                                                              |
| Hermesweg (Lage)                              | 0140                     | Ernst Sigismund Timotheus Oswald Hermes (1826–1909), Mathematiker und Gründer des Steglitzer Anzeigers                                                  | 17. Mai 1930        | Der erste Name war Straße 73 des Bebauungsplans. | Hermesweg                                                                                         |
| Herrfurthstraße (Lage)                        | 0125                     | Ernst Ludwig Herrfurth (1830–1900), preußischer Staatsmann                                                                                              | 17. Juli 1906       | Der erste Name war Straße 20a des Bebauungsplans. Die Straße blieb bis 1925 noch unbebaut. | Herrfurthstraße                                                                                   |
| Hindenburgdamm (Lage)                         | 0280 (im Ortsteil)       | Paul von Hindenburg (1847–1934), Generalfeldmarschall und Reichspräsident                                                                               | 16. Nov. 1914       | Der vorherige Name vor 1878 bis 1914 war Chausseestraße. Der überwiegende Teil der Straße verläuft in Lichterfelde. Durch den Hindenburgdamm fuhr bis 1963 die Straßenbahn, was im Steglitzer Teil noch heute durch eine Längspflasterung der Straße zu erkennen ist. Hier befand sich der Betriebshof Steglitz. | Hindenburgdamm                                                                                    |
| Holsteinische Straße (Lage)                   | 0700 (im Ortsteil)       | Holstein, südlicher Landesteil von Schleswig-Holstein, bis 1864 Herzogtum                                                                               | um 1896             | Ein Teil im Norden der Straße liegt in Friedenau. Die ersten Namen waren Straße 22 und Straße 26 des Bebauungsplans. Der Verlauf südlich der heutigen Feuerbachstraße ist bereits in einer Karte von 1888 eingetragen. | Holsteinische Straße                                                                              |
| Horst-Kohl-Straße (Lage)                      | 0350                     | Horst Kohl (1855–1917), Bismarckforscher und Historiker                                                                                                 | 18. Juli 1908       | Der erste Name war Straße X des Bebauungsplans. Die Straße liegt im Bismarckviertel. | Horst-Kohl-Straße                                                                                 |
| Hubertusstraße (Lage)                         | 0170                     | Hubertus von Lüttich (655–727), Bischof von Maastricht und Lüttich                                                                                      | vor 1878            | Die Straße verläuft von der Schloßstraße bis zur Düppelstraße. | Hubertusstraße                                                                                    |
| Hünefeldzeile (Lage)                          | 0320                     | Ehrenfried Günther Freiherr von Hünefeld (1892–1929), Flugpionier                                                                                       | 1953                | Der Name zwischen 1903 und 1953 war Mittelstraße entsprechend ihrer Lage im Straßennetz. Die Erinnerung an Hünefeld wurde möglich, weil eine vorherige Hünefeldstraße inzwischen nicht mehr existierte. | Hünefeldzeile                                                                                     |
| Hünensteig (Lage)                             | 0530                     | Hüne, altes Wort für Riese | 23. Nov. 1931       | Der erste Name war Straße 53 des Bebauungsplans. Der Hünensteig stellt die Verbindung zwischen Walsroder Straße und Immenweg her, wobei er zusätzlich weitere sechs einzelne Wege zwischen der Bismarckstraße und der Walsroder Straße bildet. | Hünensteig                                                                                        |
| Im Gartenheim (Lage)                          | 0075                     | Gartenheim Genossenschaft Steglitz egmbH | vor 1915            | Der Straßenname tauchte erstmals im Adressbuch des Jahres 1915 auf. Eine amtliche Namensfestlegung ist nicht dokumentiert, da die Straße eine Privatstraße ist. An ihr lagen seinerzeit sechs bebaute Grundstücke. | Im Gartenheim                                                                                     |
| Immenweg (Lage)                               | 0360                     | Imme, alte Bezeichnung für die Biene | 23. Nov. 1931       | Der erste Name war Straße 8 des Bebauungsplans. | Immenweg                                                                                          |
| Jeverstraße (Lage)                            | 0350                     | Jever, Kreisstadt in Niedersachsen | 9. Feb. 1910        | Der erste Name war Straße II des Bebauungsplans. Die Straße liegt im Bismarckviertel. | Jeverstraße                                                                                       |
| Jochemplatz (Lage)                            | 0070 × 70 (Dreiecksform) | Arthur Jochem (1874–1960), Steglitzer Kommunalpolitiker                                                                                                 | 1. Dez. 1962        | Bis 1962 hieß der Platz Stubenrauchplatz. Danach wurde er benannt nach Arthur Jochem, dem von der US-amerikanischen Alliiertenverwaltung am 27. Juni 1945 eingesetzten Bezirksbürgermeister von Steglitz. | Jochemplatz                                                                                       |
| Johanna-Stegen-Straße (Lage)                  | 0440                     | Johanna Stegen (1793–1842), früher bekannt als „Heldenmädchen von Lüneburg“                                                                             | vor 1913            | Die ersten Namen waren Straße 70 und Straße 70a des Bebauungsplans. Die Straße reichte um 1926 von der Breite(n) Straße bis zum Teltowkanal, wo sie über die Kirchnerbrücke nach Lankwitz führte und in die heutige Nicolaistraße überging. 1930 wurde der westliche Abschnitt in Barsekowstraße umbenannt. Im 21. Jahrhundert ist sie westlich der Vionvillestraße ein Fußweg am Rand einer Grünanlage und endet im Osten kurz vor dem Teltowkanal. Die früher dort vorhandene Brücke existiert nicht mehr. Das Haus Johanna-Stegen-Straße 2, 1928/29 als Teil der „Wohnanlage Steglitz III“ entstanden, ist ein gelistetes Baudenkmal. | Johanna-Stegen-Straße                                                                             |
| Kantstraße (Lage)                             | 0120                     | Immanuel Kant (1724–1804), Philosoph | vor 1892            | In der Zeit des Nationalsozialismus wurde die Straße in Nietzschestraße umbenannt, was später rückgängig gemacht wurde. In den Adressbüchern bis 1943 nicht vorhanden. Die Kantstraße verbindet die Filandastraße mit der Lessingstraße in West-Ost-Führung. | Kantstraße                                                                                        |
| Karl-Fischer-Weg (Lage)                       | 0580                     | Karl Fischer (1881–1941), Begründer der Wandervogelbewegung                                                                                             | 1956                | Der vorherige Name von 1903 bis 1956 war Parkstraße. Reihenhäuser und Einfamilienhäuser sind in der Straße entlang der Bahntrasse vorherrschend. Am Südende markiert ein Wohnblock den Zugang zur Straße. Am Nordende der Straße liegt eine Kleingartenanlage und am Südende der Hambuttenpfuhl. Hier gibt es für Fußgänger einen Verbindungsweg am Teich entlang zum S-Bahnhof. | Karl-Fischer-Weg                                                                                  |
| Karl-Stieler-Straße (Lage)                    | 0410                     | Karl Stieler (1842–1885), Schriftsteller | 15. Jan. 1910       | Der erste Name war Straße 63a des Bebauungsplans. | Karl-Stieler-Straße                                                                               |
| Kelchstraße (Lage)                            | 0300                     | nahe gelegener Kelchpfuhl | 9. Aug. 1929        | Die ruhige Wohnstraße verläuft vom Steglitzer Damm bis zum Langensteiner Weg und darüber hinaus dann als Sackgasse. Das große Gebäude am Ende der Kelchstraße war früher Stammsitz der Kosmetikfirma Scherk – jetzt Institut für Pharmazie der Freien Universität. Bis auf einen Neubau stammen die Häuser einer Wohnungsbaugenossenschaft alle aus den frühen 1930er Jahren. Die Straße endet in einem Dreieck aus Bahngleisen als Sackgasse. Bevor die Straße ihren jetzigen Namen erhielt, hieß sie von 1925 bis 1929 Am Kelchpfuhl. | Kelchstraße                                                                                       |
| Kellerstraße (Lage)                           | 0090                     | Gottfried Keller, Schweizer Schriftsteller | 15. Jan. 1910       | Der erste Name war Straße 62 des Bebauungsplans. | Kellerstraße                                                                                      |
| Kieler Straße (Lage)                          | 0230                     | Kiel, Landeshauptstadt von Schleswig-Holstein | vor 1878            | Die Straße verläuft von der Bergstraße und der Robert-Lück-Straße – ab der Düppelstraße als Sackgasse – bis zur Schloßstraße. | Kieler Straße                                                                                     |
| Kissinger Straße (Lage)                       | 0280                     | Bad Kissingen, Kreisstadt in Unterfranken, Bayern | 18. Juli 1908       | Der erste Name war Straße VII des Bebauungsplans. Die Straße liegt im Bismarckviertel. | Kissinger Straße                                                                                  |
| Klingsorstraße (Lage)                         | 1100 (im Ortsteil)       | Klingsor, Zauberer aus der Wagner-Oper Parsifal | 17. Mai 1930        | Der westliche Abschnitt der Straße verläuft in Lichterfelde. Die Gebäudetrakte Klingsorstraße 35–59 und 50–58, 1928/29 als Teile der „Wohnanlage Steglitz III“ entstanden, sind gelistete Baudenkmale. Die Häuser Klingsorstraße 22–34 entstanden in einem ersten Bauabschnitt von 1901 bis 1904 (Wohnanlage Steglitz I) nach Entwürfen von Erich Köhn und sind ebenfalls denkmalgeschützt. | Klingsorstraße                                                                                    |
| Knausplatz (Lage)                             | 0050 × 25 (Dreiecksform) | Ludwig Knaus (1829–1910), Maler | vor 1904            | Der erste Name war Platz I des Bebauungsplans. Von 1912 bis 1914 war hier die Endstelle des Gleislobus Steglitz. | Knausplatz                                                                                        |
| Knausstraße (Lage)                            | 0100                     | Ludwig Knaus (1829–1910), Maler | 12. Jan. 1892       | Die Ostseite der Straße liegt in Schöneberg. Der erste Name war Straße 46. Ursprünglich (wahrscheinlich bis 1938) lag auch der nördliche Teil der Westseite (Nr. 1 bis 5) in Schöneberg, nur die drei südlichen Grundstücke (Nr. 6 bis 8) gehörten zu Steglitz. 1906 wurde das erste Haus (Nr. 7) im Steglitzer Teil der Straße erbaut. | Knausstraße                                                                                       |
| Kniephofstraße (Lage)                         | 1000                     | Kniephof, Rittergut in der Provinz Pommern | 18. Juli 1908       | Der erste Name war Straße XII. | Kniephofstraße                                                                                    |
| Königin-Luise-Straße (Lage)                   | 0180 (im Ortsteil)       | Luise von Mecklenburg-Strelitz (1776–1810), Königin von Preußen                                                                                         | 1931                | Die Straße wurde 1889–1901 von der Kommission zur Aufteilung der Domäne Dahlem angelegt. Sie erhielt zunächst den Namen Luisenstraße nach dem nahe gelegenen Luisenstift. Der vorherige Name vor 1900 bis 1906 war Dorfstraße. Der größere Teil der Straße verläuft in Dahlem. | Königin-Luise-Straße                                                                              |
| Körnerstraße (Lage)                           | 0960                     | Fritz Körner (1830–1894), Landschaftsgärtner, hatte in dieser Straße eine 30 Morgen (75.000 m²) große Baumschule angelegt                               | vor 1892            | Die Straße führte ursprünglich von der Bergstraße nach Norden, bereits vor 1896 zum Güterbahnhof Steglitz, dessen Hauptgebäude erst 2018 abgerissen wurde. Die nördliche Verlängerung, Straße A des Bebauungsplans, wurde nach 1900 bis zur Gemarkungsgrenze Friedenau ebenfalls in Körnerstraße benannt. Die südliche Verlängerung bis zur Südendstraße ist ab 1906 im Adressbuch verzeichnet, damals war sie noch unbebaut. | Körnerstraße                                                                                      |
| Kottesteig (Lage)                             | 0100                     | Karl Kotte (1853–1927), Gärtnereibesitzer und Kommunalpolitiker                                                                                         | 13. Juli 1934       | Der erste Name war Straße 11. | Kottesteig                                                                                        |
| Kreuznacher Straße (Lage)                     | 0750                     | Bad Kreuznach, Kreisstadt in Rheinland-Pfalz | 1903                | Die Nordseite der Straße und das Straßenland liegen in Wilmersdorf und Friedenau. | Kreuznacher Straße                                                                                |
| Kühlebornweg (Lage)                           | 0210                     | Kühleborn, Fürst des Wasserreichs aus der Oper Undine von Albert Lortzing                                                                               | 9. Aug. 1929        | Der erste Name war Straße B des Bebauungsplans. | Kühlebornweg                                                                                      |
| Külzer Straße (Lage)                          | 0070                     | Külz, deutscher Name des heutigen Ortes Kulice (Nowogard) im Powiat Goleniowski in Westpommern (Polen), wo Bismarck um 1840 ein Landgut bewirtschaftete | 1910                | Der erste Name war Straße IIa des Bebauungsplans. Die Durchfahrt zur Menckenstraße wird durch die Auffahrt zur Joachim-Tiburtius-Brücke unterbrochen. Die Straße liegt im Bismarckviertel. | Külzer Straße                                                                                     |
| Kuhligkshofstraße (Lage)                      | 0300                     | Karl Kuhligk (1841–1919), Maurermeister in Steglitz | um 1889             | Die Straße wurde zunächst als Kuhligks Hof bzw. Kuhligkshof bezeichnet. Um 1910 wurde ihre Verlängerung, die Parallelstraße in die Kuhligkshofstraße einbezogen. | Kuhligkshofstraße                                                                                 |
| Kurze Straße (Lage)                           | 0120                     | nach der Kürze der Straße | vor 1878            | Die Straße liegt zwischen Birkbusch- und Adolfstraße. | Kurze Straße                                                                                      |
| Lacknerstraße (Lage)                          | 0140                     | Carl Gottfried Lackner (1831–1902), Gärtnereibesitzer und Gemeindevorsteher in Steglitz                                                                 | vor 1913            | Im Jahr 1913 ist diese Straße zwischen Albrecht- und Borstellstraße im Adressbuch bereits genannt, aber noch unbebaut. | Lacknerstraße                                                                                     |
| Langensteiner Weg (Lage)                      | 0250                     | Langenstein, Ortsteil von Halberstadt in Sachsen-Anhalt                                                                                                 | 1931                | Vorher eine Privatstraße wurde sie zwischen 1929 und 1931 Langensteinstraße genannt. Die ruhige Wohnstraße ist ein Verbindungsweg zur Kelchstraße. Die Mehrfamilienhäuser aus den frühen 1930er Jahren ließ der Wohnungsbauverein Neukölln errichten. Zur Anlage gehört ein kleiner Park mit dem Kelchpfuhl, der nur für Bewohner und Gäste zugänglich ist. | Langensteiner Weg                                                                                 |
| Lauenburger Platz (Lage)                      | 0080 × 40                | Herzogtum Lauenburg, deutsches Fürstentum | 1910                | Der Platz liegt im Bismarckviertel. Nach den Entwürfen von Gartenbaudirektor Fritz Zahn wurde die Gartenlandschaft gestaltet: mit Teichanlage, geschwungener Wegführung und einer als Uferpromenade angelegten Sumpfeichenallee. Der Hauptzugang befindet sich an der Bismarckstraße und besitzt eine Aussichtsplattform sowie eine doppelläufige Treppenanlage. | Lauenburger Platz · Lauenburger Platz – Teich · Lauenburger Platz – Schautafel                    |
| Lauenburger Straße (Lage)                     | 1360                     | Herzogtum Lauenburg, deutsches Fürstentum | 1908                | Der Abschnitt südlich der Bergstraße hieß seit vor 1884 bis 1960 Ringstraße. Der Abschnitt nördlich der Bergstraße liegt im Bismarckviertel. | Lauenburger Straße                                                                                |
| Lenbachstraße (Lage)                          | 0050                     | Franz von Lenbach (1836–1904), Maler | 1904                | Die Straße zwischen Körner- und Knausstraße liegt nördlich des Bismarckviertels und auf der Trasse der Straße X des Bebauungsplans. | Lenbachstraße                                                                                     |
| Lepsiusstraße (Lage)                          | 1400                     | Karl Richard Lepsius (1810–1884), Ägyptologe | 4. Apr. 1934        | Die Straße verläuft von der Bornstraße bis zum Botanischen Garten. Die Straße hieß früher Jahnstraße (nördlich der Schildhornstraße) und Fichtestraße (südlich davon). In der Lepsiusstraße befinden sich die Königlich-Thailändische Botschaft (Nr. 64/66) und die Botschaft der Republik Tschad (Nr. 114). | Lepsiusstraße, südlich der Grunewaldstraße · Lepsiusstraße / Ecke Zimmermannstraße                |
| Lessingstraße (Lage)                          | 0320                     | Gotthold Ephraim Lessing (1729–1781), Dichter | vor 1869            | Die Straße liegt zwischen Berg- und Südendstraße, sie grenzt an die Grünfläche des Lauenburger Platzes. | Lessingstraße                                                                                     |
| Leydenallee (Lage)                            | 0560                     | Ernst von Leyden (1832–1910), Mediziner | 8. Juni 1932        | Die Straße zwischen Berlinicke- und Klingsorstraße setzt sich nach Osten bis zur Evangelischen Schule Steglitz als Sackgasse fort. Der Name der vor 1883 bestehenden Straße bis zur Umbenennung 1932 war Lindenstraße. | Leydenallee                                                                                       |
| Liebenowzeile (Lage)                          | 0400                     | Heinrich Liebenow (1817–1881), Gutsbesitzer und Dorfschulze in Steglitz                                                                                 | 1957                | Der vorherige Name zwischen 1905 und 1957 war Lange Straße nach ihrer Ausdehnung. | Liebenowzeile                                                                                     |
| Liliencronstraße (Lage)                       | 0320                     | Detlev von Liliencron (1844–1909), Schriftsteller | 15. Jan. 1910       | Die Straße 63b des Bebauungsplans wurde 1910 benannt und liegt zwischen Pressel- und Halskestraße. | Liliencronstraße                                                                                  |
| Lörracher Straße (Lage)                       | 0180                     | Lörrach, Kreisstadt in Baden-Württemberg | 1960                | Die Straße zwischen Hünefeldzeile und Crailsheimer Straße erhielt 1903 den Namen Neue Straße im Gegensatz zu den bereits länger bestehenden Straßen der Umgebung. 1910 wurde sie in Anhalter Straße mit Bezug auf die Mitte des 19. Jahrhunderts gebaute Berlin-Anhalter-Eisenbahn, an deren Strecke und dem Bahnhof Südende die Straße unmittelbar verlief. | Lörracher Straße                                                                                  |
| Lothar-Bucher-Straße (Lage)                   | 0400                     | Lothar Bucher (1817–1892), preußischer Journalist und Politiker, enger Vertrauter von Bismarck                                                          | 1908                | Der westliche Teil der Straße wurde dort angelegt, wo sich von 1905 bis 1910 die Radrennbahn Steglitz befand. Die Straße liegt im Bismarckviertel und führt von der Körnerstraße bis zur Lauenburger Straße, der darüber hinausgehende Teil entlang des Spielplatzes am Lauenburger Platz bis zur Bismarckstraße wurde in den 1980er Jahren entwidmet und ist seitdem ein namenloser Fußweg. | Lothar-Bucher-Straße                                                                              |
| Ludwigsburger Weg (Lage)                      | 0200                     | Ludwigsburg, Kreisstadt in Baden-Württemberg | 1960                | Der vorherige Name war 1903–1960 Krumme Straße nach dem Trassenverlauf. | Ludwigsburger Weg                                                                                 |
| Lutherstraße (Lage)                           | 0210                     | Martin Luther (1483–1546), Theologe, Urheber der Reformation                                                                                            | 1897                | Die Straße verläuft zwischen Breite Straße und Klingsorstraße. In ihr lag bei ihrer ersten Erwähnung im Adressbuch 1898 ein „Lutherstift“. Sie soll angeblich um 1896 als Grabenstraße benannt worden sein. | Lutherstraße                                                                                      |
| Markelstraße (Lage)                           | 0700                     | Karl Emil Markel (1860–1932), Chemiker, Gründer der Markelstiftung                                                                                      | 26. Nov. 1927       | Die Markelstraße liegt zwischen Schloßstraße und als Sackgasse weiterführend der Gritznerstraße. Vorher Straße 13 des Bebauungsplans erhielt sie am 11. November 1903 den Namen Mommsenstraße nach dem Historiker Theodor Mommsen (1817–1903) (Literatur-Nobelpreisträger 1902). | Markelstraße                                                                                      |
| Markusplatz (Lage)                            | 0110 × 90                | Markuskirche | vor 1913            | Vorher Platz Y des Bebauungsplans liegt er zwischen Liliencron- und Karl-Stieler-Straße an der Heinrich-Seidel-Straße. | Markusplatz                                                                                       |
| Martinstraße (Lage)                           | 0140                     | ungeklärt, wahrscheinlich Martin, männlicher Vorname, auch der Heilige Martin (317–397) ist möglich                                                     | 1904                | Die Martinstraße mit nur zwölf Hausnummern liegt zwischen der Schützenstraße und der Kurzen Straße. Sie wird 1905 erstmals im Adressbuch erwähnt und wurde erst angelegt, als die Nachbarstraßen bereits bebaut waren. | Martinstraße                                                                                      |
| Maßmannstraße (Lage)                          | 0230                     | Hans Ferdinand Maßmann (1797–1874), Germanist und Sportpädagoge                                                                                         | vor 1910            | Die Maßmannstraße liegt im Hauptstraßenzug zwischen Markel- und Kreuznacher Straße und verbindet die Lepsius- nach Wilmersdorf zur Laubacher Straße. | Maßmannstraße                                                                                     |
| Maulbronner Ufer (Lage)                       | 0550                     | Maulbronn, Stadt im Enzkreis in Baden-Württemberg | 18. Aug. 1926       | Die ruhige Wohnstraße ist nur auf der Nordseite bebaut. Die Südseite grenzt an das Ufer des Teltowkanals. Die Straße ist überwiegend mit Ein- und Mehrfamilienhäusern bebaut, lediglich an der Attilastraße steht ein Wohnblock und sie liegt zwischen Attilastraße und Sieversbrücke als Einbahnstraße in westlicher Richtung am Teltowkanal entlang. Angelegt auf der Trasse der Straße 10b des Bebauungsplans wurde am 14. April 1936 die Straße 88 einbezogen. | Maulbronner Ufer                                                                                  |
| Menckenstraße (Lage)                          | 0430 + 50                | Wilhelmine Luise Mencken (1789–1839), Mutter Otto von Bismarcks                                                                                         | 9. Feb. 1910        | Das südliche Ende der Straße wird von der Auffahrt zur Joachim-Tiburtius-Brücke unterbrochen. Die Straße liegt im Bismarckviertel. | Menckenstraße                                                                                     |
| Mergentheimer Straße (Lage)                   | 0190                     | Bad Mergentheim, Stadt im Main-Tauber-Kreis in Baden-Württemberg                                                                                        | 31. Dez. 1924       | Die Straße liegt zwischen Attilastraße und Maulbronner Ufer, angelegt wurde sie als Straße 7 des Bebauungsplans. | Mergentheimer Straße                                                                              |
| Mittelstraße (Lage)                           | 0560                     | Gärten, die die Straße in der Mitte trennten | vor 1878            | Sie liegt zwischen Berlinicke- und Klingsorstraße. Der Straßenverlauf ist zwischen Schützen- und Breite Straße (hier noch als Sackgasse einführend) durch einen Fuß- und Radweg unterbrochen. Die Straße reichte im Westen bis zur Schützenstraße und wurde erst 1905 zur Berlinickestraße verlängert. Dort befindet sich seit Ende der 1980er Jahre ein Zugang zur S-Bahn. | Mittelstraße                                                                                      |
| Munsterdamm (Lage)                            | 1000                     | Munster, Stadt im Landkreis Heidekreis in Niedersachsen                                                                                                 | 23. Nov. 1931       | Der Munsterdamm wurde 1958 quer durch das Gebiet der Rauhen Berge nach Norden verlängert. Die Hausnummern 86–90 liegen in Schöneberg. Dort befindet sich das Planetarium am Insulaner. | Planetarium am Munsterdamm                                                                        |
| Muthesiusstraße (Lage)                        | 0290                     | Hermann Muthesius (1861–1927), Architekt | 26. Sep. 1929       | Auf einem Stadtplan von 1907 ist die Straße als Miquelstraße eingetragen. | Muthesiusstraße                                                                                   |
| Neckarsulmer Straße (Lage)                    | 0270                     | Neckarsulm, Stadt im Landkreis Heilbronn in Baden-Württemberg                                                                                           | 31. Dez. 1924       | Die Trasse nach Bebauungsplan Straße 9 wurde 1924 zwischen Attilastraße und Maulbronner Ufer angelegt. | Neckarsulmer Straße                                                                               |
| Neue Filandastraße (Lage)                     | 0210                     | Verlängerung der Filandastraße, Filanda ist die italienische Bezeichnung für eine Anlage zum Abhaspeln von Seidenkokons                                 | 1. Dez. 1969        | Die Neue Filandastraße liegt zwischen Albrecht- und Filandastraße und führt in die Klingsorstraße hinein. Sie setzt die zweibahnige Filandastraße unter Umgehung des Wohngebietes fort. | Neue Filandastraße                                                                                |
| Oberlinstraße (Lage)                          | 0200                     | Johann Friedrich Oberlin (1740–1826), Pfarrer und Sozialpionier aus dem Elsass.                                                                         | 21. Sep. 1960       | Der vorherige Name war Bahnstraße. Bereits 1946 hieß die Straße kurzzeitig Oberlinstraße. | Oberlinstraße                                                                                     |
| Oehlertplatz (Lage)                           | 0035 × 20 (ovale Form)   | Karl Oehlert (1843–1923), Gemeindevorsteher von Mariendorf                                                                                              | 25. Aug. 1939       | Der erste Name war Platz Oe des Bebauungsplans. Der Oehlertplatz gehörte bis 1920 zu Mariendorf. | Oehlertplatz                                                                                      |
| Oehlertring (Lage)                            | 0890                     | Karl Oehlert (1843–1923), Gemeindevorsteher von Mariendorf                                                                                              | 11. Juli 1957       | Die vorherigen Namen waren Ringstraße (vor 1884 bis 1901), Karlstraße (1901–1957), Oehlertstraße (1901–1957) und Friedenauer Straße (1901–1957). Sie gehörten bis 1920 zu Mariendorf. | Oehlertring                                                                                       |
| Opitzstraße (Lage)                            | 0130                     | Martin Opitz (1597–1639), Dichter | 1910                | Der erste Name war Straße 9c des Bebauungsplans. | Opitzstraße                                                                                       |
| Orleansstraße (Lage)                          | 0080                     | Orléans, Stadt in Frankreich und 1870 Schlachtort im Deutsch-Französischen Krieg                                                                        | vor 1914            | Der erste Name war Straße 84a des Bebauungsplans. Sie führt von Am Stadtpark bis zur Johanna-Stegen-Straße und umfasst nur 6 Parzellen. | Orleansstraße                                                                                     |
| Paul-Henckels-Platz (Lage)                    | 0060 × 45                | Paul Henckels (1885–1967), Schauspieler | 9. Sep. 1975        | Der Platz liegt beidseitig des Carl-Heinrich-Becker-Wegs an dessen Einmündung in die Schmidt-Ott-Straße. | Paul-Henckels-Platz                                                                               |
| Paul-Schwarz-Promenade (Lage)                 | 1080                     | Paul Schwarz (1877–1951), Ingenieur und 1945 Bürgermeister des Bezirks Steglitz                                                                         | 20. Feb. 1952       | Die Promenade verläuft entlang dem Teltowkanal vom Krahmersteg bis zum Dalandweg. | Paul-Schwarz-Promenade                                                                            |
| Paulsenstraße (Lage)                          | 0880                     | Friedrich Paulsen (1846–1908), Pädagoge und Philosoph                                                                                                   | 1901                | Der erste Name war Straße 10 des Bebauungsplans. Sie verbindet Grunewald- mit Mommsenstraße und umfasst 47 Parzellen. Von diesen waren im Jahr 1931 zahlreiche noch als „Baustellen“ ausgewiesen. | Paulsenstraße                                                                                     |
| Peschkestraße (Lage)                          | 0250                     | Karl Hermann Peschke (1838–1912), Kommunalpolitiker und 1892–1901 Gemeindevertreter in Steglitz                                                         | um 1902             | Der erste Name war Straße 25 des Bebauungsplans. Ein Teil der Nordseite der Straße liegt in Friedenau. | Peschkestraße                                                                                     |
| Plantagenstraße (Lage)                        | 0220                     | nahe gelegene Heesesche Maulbeerplantage | vor 1878            | Die Straße verläuft von der Albrechtstraße bis zur Südendstraße. Sie umfasste im Jahr 1920 bereits die Hausnummern 1–30. |                                                                                                   |
| Poschingerstraße (Lage)                       | 0580                     | Heinrich von Poschinger (1845–1911), Schriftsteller und Historiker, Bismarck-Biograf.                                                                   | 18. Juli 1908       | Die ersten Namen waren Straße I und Straße Ia des Bebauungsplans. Die Straße liegt im Bismarckviertel. | Poschingerstraße                                                                                  |
| Presselstraße (Lage)                          | 0220                     | Gustav Pressel (1827–1890), Komponist | 15. Jan. 1910       | Der erste Name war Straße 61a des Bebauungsplans. | Presselstraße                                                                                     |
| Reutlinger Straße (Lage)                      | 0270                     | Reutlingen, Kreisstadt in Baden-Württemberg | 1924                | Der erste Name war Straße 10 des Bebauungsplans. Die überwiegend mit Einfamilienhäusern bebaute Wohnstraße ist nur auf der Westseite bebaut. Auf der Ostseite liegt die KGA Reutlinger Straße und dahinter die Dresdener Bahn. Die Straße ist eine Einbahnstraße in südlicher Richtung. | Reutlinger Straße                                                                                 |
| Rezonvillestraße (Lage)                       | 070                      | Rezonville, Gemeinde in Frankreich und 1870 Schlachtort im Deutsch-Französischen Krieg                                                                  | vor 1912            | Der erste Name war Straße 86a des Bebauungsplans. | Rezonvillestraße                                                                                  |
| Rheinstraße (Lage)                            | 0090 (im Ortsteil)       | Rhein, europäischer Fluss | 22. Okt. 1875       | Der vormalige Name war Provinzialchaussee Berlin–Potsdam. Der Verkehrsweg bildet zwischen Walther-Schreiber-Platz und Peschkestraße die Bezirksgrenze zu Tempelhof-Schöneberg. Der größte Teil der Straße einschließlich des gesamten Straßenlandes gehört zu Friedenau, lediglich die Hausnummern 40–42 liegen in Steglitz. Bei der ersten Erwähnung des damals neu bebauten Straßenteiles im Steglitzer Adressbuch 1903 gehörten auch die nördlich der Peschkestraße gelegenen Nummern 43 und 44 noch zu Steglitz. | Rheinstraße, Höhe der Goerz'schen Höfe                                                            |
| Robert-Lück-Straße (Lage)                     | 0340                     | Robert Lück (1851–1930), 1886–1919 erster Direktor des Gymnasiums Steglitz, dessen Schulhof an der Straße liegt                                         | 1919                | Die westliche Seite der Straße grenzt an die S-Bahn-Trasse. Der frühere Name des Verkehrswegs war Klixstraße. Von 1912 bis 1914 wurde die Straße vom Gleislobus Steglitz befahren. | Robert-Lück-Straße, parallel zur S-Bahn-Trasse                                                    |
| Rösnerstraße (Lage)                           | 0120                     | Carl Friedrich Rösner (1830–1882), Pädagoge und erster Direktor der Königlichen Blindenanstalt in Steglitz                                              | 18. Aug. 1926       | Der erste Name war Straße 1a des Bebauungsplans. | Rösnerstraße                                                                                      |
| Rothenburgstraße (Lage)                       | 0950                     | Friedrich Ernst von Rothenburg (1766–1833) unterstützte die Arbeit mit blinden Menschen und vermachte sein Vermögen nach seinem Tod der Blindenanstalt  | 8. Mai 1877         | In der Straße gibt es seit 1877 eine Blindenschule und ein Blindenmuseum, seit 1880 die Matthäuskirche und seit 1912 das Gebäude der höheren Mädchenschule (heute: Fichtenberg-Oberschule) | Rotheburgstraße · Gebäude des ehemaligen Lyzeums                                                  |
| Rottweiler Straße (Lage)                      | 0260                     | Rottweil, Kreisstadt in Baden-Württemberg | 1924                | Der erste Name war Straße 8 des Bebauungsplans. | Rottweiler Straße                                                                                 |
| Rückertstraße (Lage)                          | 0200                     | Friedrich Rückert (1788–1866), Dichter und Orientalist                                                                                                  | 10. Nov. 1903       | Der erste Name war Straße 7 des Bebauungsplanes. Die Straße gehörte bis zum 1. April 1938 zu Dahlem. Seit dem 1. Februar 1989 gehört der Abschnitt vom Gustav-Mahler-Platz zur Haderslebener Straße und Englerallee ebenfalls zur Rückertstraße. | Rückertstraße                                                                                     |
| Rugestraße (Lage)                             | 0110                     | Max Ruge, Kommunalpolitiker in Steglitz und Reichstagsabgeordneter                                                                                      | vor 1894            | Die Straße verläuft von der Schützenstraße bis zur Berlinickestraße. Ab 1898 gab es einen Rugeplatz an dieser Straße, der vermutlich später in den Straßenverlauf integriert wurde. | Rugestraße                                                                                        |
| Saarstraße (Lage)                             | 0050 (im Ortsteil)       | Saar, Fluss durch Frankreich und Deutschland | 22. Okt. 1875       | Der größte Teil der Straße einschließlich des Straßenlandes gehören zu Friedenau. Nur die Hausnummer 11a (im Bild links) liegt in Steglitz. | Saarstraße                                                                                        |
| Sachsenwaldstraße (Lage)                      | 0520                     | Sachsenwald, Wald östlich von Hamburg, wurde 1871 an Bismarck geschenkt. Hier stehen das Schloss Friedrichsruh und das Bismarck-Mausoleum.              | 4. Sep. 1908        | Der vorherige Name war Allerstraße. Die Straße liegt im Bismarckviertel. Erwähnenswert ist ein großes Schulgebäude, das während des Zweiten Weltkriegs als Lazarett diente. | Sachsenwaldstraße                                                                                 |
| Schalloppstraße (Lage)                        | 0230                     | Emil Schallopp (1843–1919), Stenograf und Schachmeister                                                                                                 | 17. Mai 1930        | Der erste Name war Straße 69 des Bebauungsplans. | Schalloppstraße                                                                                   |
| Schildhornstraße (Lage)                       | 1180                     | Schildhorn, Halbinsel in der Havel | vor 1878            | Die Straße verläuft von der Schloßstraße bis zum Breitenbachplatz. | Schildhornstraße, Höhe Gritznerstraße · Schildhornstraße, Hinweis auf BAB-Zubringer zum Stadtring |
| Schloßstraße (Lage)                           | 1600                     | Gutshaus Steglitz an der Schloßstraße 48, dass aufgrund seines schönen Aussehens im Volksmund „Schloss“ hieß.                                           | 18. Apr. 1871       | Die Schloßstraße ist die Steglitzer Hauptgeschäftsstraße und Teil der Straßenverbindung von Alt-Berlin nach Potsdam, heute die Bundesstraße 1. Der Name von 1792 bis um 1860 war Potsdamer Chaussee. Ende des 18. Jahrhunderts wurde der Verkehrsweg zu einer leistungsfähigen Kunststraße ausgebaut. Um 1900 avancierte die Schloßstraße zu einer modernen städtischen Hauptstraße mit Straßenbahnbetrieb. Das Rathaus Steglitz wurde 1898, der Titania-Palast 1928 erbaut. Die letzten Straßenbahnen fuhren 1963. In den 1970er Jahren entstanden in der Straße der Steglitzer Kreisel, das Forum Steglitz und der Bierpinsel. Seit den 2010er Jahren versucht die Verwaltung den Autoverkehr umzuleiten, um das Einkaufszentrum noch attraktiver zu gestalten. Der Harry-Bresslau-Park und der Botanische Garten am südwestlichen Ende der Straße sind ausgewiesene Grünanlagen im Ortsteil, letzterer ist eintrittspflichtig.                                                                     | Die Schloßstraße, Blick von der Joachim-Tiburtius-Brücke nach Süden · Gutshaus Steglitz           |
| Schmidt-Ott-Straße (Lage)                     | 0650                     | Friedrich Schmidt-Ott (1860–1956), Wissenschaftspolitiker                                                                                               | 1960                | Die Straße wurde seit den 1870er Jahren Kaiser-Wilhelm-Straße genannt und besaß bis 1933 einen Wilhelmplatz. In der Zeit des Nationalsozialismus hieß sie Manckestraße, danach bis 1960 wieder Kaiser-Wilhelm-Straße. | Schmidt-Ott-Straße                                                                                |
| Schöneberger Straße (Lage)                    | 0720                     | Schöneberg, ehemals eigenständige Stadt, ab 1920 ein Bezirk und seit 2001 Ortsteil von Berlin                                                           | vor 1883            | Die Straße verbindet die Feuerbachstraße mit der Rheinstraße, der Schloßstraße, der Bundesallee und dem Walther-Schreiber-Platz. | Schöneberger Straße                                                                               |
| Schönhauser Straße (Lage)                     | 0640                     | Schönhausen (Elbe), Gemeinde im Landkreis Stendal in Sachsen-Anhalt und Geburtsort Otto von Bismarcks                                                   | 18. Juli 1908       | Der erste Name war Straße III des Bebauungsplans. Die Straße liegt im Bismarckviertel. | Schönhauser Straße                                                                                |
| Schorlemerallee (Lage)                        | 0070 (im Ortsteil)       | Clemens Freiherr von Schorlemer-Lieser (1856–1922), Politiker                                                                                           | vor 1920            | Die Straße wurde um 1900 nach Empfehlung der Kommission zur Aufteilung der Domäne Dahlem angelegt. Der größte Teil der Straße verläuft in Dahlem. | Schorlemerallee                                                                                   |
| Schünemannweg (Lage)                          | 0210                     | Adolf Schünemann (1847–1919), Grundbesitzer in Südende                                                                                                  | 14. Apr. 1936       | Die ruhige Wohnstraße besteht aus Einfamilienhäusern mit Gärten und entstand als Straße 221 des Bebauungsplans. Die Straße geht westlich von der Attilastraße ab und endet als Sackgasse an der Kleingartenanlage Schünemann. Es gibt zwei Durchgänge zu einem direkt am Teltowkanal verlaufenden Fußweg. | Schünemannweg                                                                                     |
| Schützenstraße (Lage)                         | 0700                     | Kaserne des Garde-Schützen-Bataillons in Lichterfelde, in deren Richtung die Straße verlief                                                             | vor 1893            | Der vorherige Name war Teichstraße. | Schützenstraße                                                                                    |
| Sedanstraße (Lage)                            | 0700                     | Sedan, Gemeinde in den Ardennen in Frankreich und Ort der Schlacht von Sedan am 1. September 1870                                                       | um 1895             | Die Straße stellt die Verbindung zwischen Albrechtstraße, Lauenburger Straße und Steglitzer Damm zur Birkbuschstraße her. | Sedanstraße                                                                                       |
| Selerweg (Lage)                               | 0320                     | Eduard Seler (1849–1922), Altamerikanist | 20. Juli 1960       | Die vorherigen Namen waren Humboldtstraße und Moltkestraße. | Selerweg                                                                                          |
| Sembritzkistraße (Lage)                       | 0770 (im Ortsteil)       | Martin Sembritzki (1872–1934), Steglitzer Bezirksbürgermeister von 1921 bis 1933                                                                        | 11. Juli 1957       | Der vorherige Name war zwischen 1934 und 1947 Doellestraße. 1947 wurden der Priesterweg und die Doellestraße zusammengefasst und neu benannt. Der nördliche Abschnitt der Straße verläuft in Schöneberg. | Sembritzkistraße                                                                                  |
| Siemensstraße (Lage)                          | 0230 (im Ortsteil)       | Werner von Siemens (1816–1892), Physiker und Unternehmer                                                                                                | 24. Feb. 1894       | Der westliche Abschnitt der Straße verläuft in Lankwitz. | Siemensstraße                                                                                     |
| Sohnreystraße (Lage)                          | 0200                     | Heinrich Sohnrey (1859–1948), Lehrer, Volksschriftsteller und Publizist                                                                                 | 11. Juli 1957       | Der vorherige Name war Seestraße. | Sohnreystraße                                                                                     |
| Spinozastraße (Lage)                          | 0200                     | Baruch de Spinoza (1632–1677), niederländischer Philosoph mit iberisch-jüdischen Vorfahren                                                              | 31. Juli 1947       | Der erste Name war Straße 46d des Bebauungsplans. | Spinozastraße                                                                                     |
| Steglitzer Damm (Lage)                        | 1700                     | Steglitz, Ortsteil von Berlin und bis 1920 eigenständige Gemeinde                                                                                       | 5. Sep. 1957        | Die zentrale Wohn- und Geschäftsstraße im südlichen Berlin liegt zwischen Lauenburger und Attilastraße. Die Straße wurde 1957 aus der vor 1883 angelegten Mariendorfer Straße und der um 1896 angelegten Steglitzer Straße zusammengeführt. Zwischen Bismarck- und Halskestraße befindet sich das lokale Einkaufszentrum und ab Munsterdamm überwiegen die Wohnhäuser (überwiegend Nachkriegsbauten). Zwischen dem S-Bahnhof Südende und dem S-Bahnhof Attilastraße stehen auf der Südseite Einfamilienhäuser, die Nordseite an der Kelchstraße und am Langensteiner Weg grenzt an ein geschlossenes Wohngebiet aus den frühen 1930er Jahren. | Steglitzer Damm, Höhe Bismarckstraße                                                              |
| Steinstraße (Lage)                            | 0320                     | Heinrich Friedrich Karl vom und zum Stein (1757–1831), preußischer Beamter, Staatsmann und Reformer                                                     | 1896                | Die Steinstraße verläuft von der Elisenstraße zur Bismarckstraße. Im Adressbuch 1897 ist sie erstmals enthalten als von der Elisenstraße nur bis zur Ringstraße (heute Lauenburger Straße) verlaufende Straße mit einem Haus, im Bebauungsplan Straße 54. | Steinstraße                                                                                       |
| Stephanstraße (Lage)                          | 0440                     | Heinrich von Stephan (1831–1897), Generalpostmeister und Politiker                                                                                      | 21. Juni 1897       | Der vorherige Name war vor 1897 Schöneberger Straße nach der Richtung. | Stephanstraße                                                                                     |
| Stindestraße (Lage)                           | 0420                     | Julius Stinde (1841–1905), Schriftsteller | 15. Jan. 1910       | Der erste Name war Straße 62a des Bebauungsplans. Die Straße 62a und ihre Verlängerung, die Brüderstraße, wurden am 12. November 1925 in die schon zuvor benannte Stindestraße einbezogen. | Stindestraße                                                                                      |
| Stirnerstraße (Lage)                          | 0150                     | Max Stirner (1806–1856), Philosoph und Journalist | 31. Juli 1947       | Die vorherigen Namen waren Hardenbergstraße (um 1896 bis 1937) und Gerhard-Weber-Straße (1937–1947). | Stirnerstraße                                                                                     |
| Suchlandstraße (Lage)                         | 0140                     | Suchland, Name einer Steglitzer Bauernfamilie | 17. Sep. 1938       | Der vorherigen Namen waren vor 1893 bis 1938 Neue Straße und um 1896 bis 1938 Marksteinstraße. | Suchlandstraße                                                                                    |
| Südendstraße (Lage)                           | 0840                     | Südende, ehemalige Villenkolonie auf der Gemarkung Mariendorf, seit 1920 zu Steglitz gehörend.                                                          | vor 1883            | Die Straße verläuft von der Lauenburger bis zur Robert-Lück-Straße. | Südendstraße                                                                                      |
| Telramundweg (Lage)                           | 0150                     | Friedrich von Telramund, Figur aus der Wagner-Oper Lohengrin                                                                                            | 19. März 1938       | Der erste Name war Straße J des Bebauungsplans. | Telramundweg                                                                                      |
| Thorwaldsenstraße (Lage)                      | 0740 (im Ortsteil)       | Bertel Thorvaldsen (1770–1844), dänischer Bildhauer | 15. Nov. 1901       | Die verkehrsreiche Durchgangsstraße mit einem Mittelstreifen und zwei Fahrspuren auf jeder Seite (eine teilweise als Busspur) ist mit einer Mischung von Alt-, Nachkriegs- und Neubauten umsäumt. Zum Ortsteil gehören die Südseite und die Straßenfläche. Die Nordostseite der Straße liegt in Schöneberg. An der Straße befindet sich das Auguste-Viktoria-Klinikum. Sie bildet die nordöstliche Begrenzung des Bismarckviertels. | Thorwaldsenstraße · Bertel Thorvaldsen                                                            |
| Treitschkestraße (Lage)                       | 0650                     | Heinrich von Treitschke (1834–1896), Historiker | 17. Juli 1906       | Die Straße verläuft zwischen Schloßstraße und Paulsenstraße, wobei der Abschnitt zwischen Schloßstraße und dem Harry-Bresslau-Park 2011 durch den Boulevard Berlin überbaut und die Straße damit verkürzt wurde. Eine direkte Autoverbindung zur Schloßstraße ist nicht mehr gegeben. Der erste Name war Straße 14 des Bebauungsplans. Auf der südwestlichen Seite liegt mit einer Fläche von 160 × 60 Metern der Harry-Bresslau-Park (im Volksmund Treitschkepark genannt). Zwischen Lepsius- und Gritznerstraße befinden sich die Dunant-Grundschule und die Kopernikus-Oberschule. Die Benennung nach Heinrich von Treitschke, der als Wegbereiter des Antisemitismus gilt, war seit vielen Jahren umstritten. Zum 1. Oktober 2025 wurde die Straße in Betty-Katz-Straße nach der langjährigen Direktorin des jüdischen Blindenheims in der Wrangelstraße umbenannt. Sie starb 1944 in Theresienstadt.                                                                                             | Treitschkestraße · Blick zum „Boulevard Berlin“                                                   |
| Tuttlinger Weg (Lage)                         | 0080                     | Tuttlingen, Kreisstadt in Baden-Württemberg | 14. Apr. 1936       | Der erste Name war Straße 220 des Bebauungsplans. | Tuttlinger Weg                                                                                    |
| Unter den Rüstern (Lage)                      | 0150                     | Erstbepflanzung mit Rüstern | 12. Nov. 1925       | Die Straße wurde bereits um 1904 als Rüsternstraße angelegt, wurde jedoch erst nach der Umbenennung bebaut. | Unter den Rüstern                                                                                 |
| Vereinsweg (Lage)                             | 0120                     | Beamten-Wohnungsverein, der hier Wohnraum schuf | um 1907             | Der Vereinsweg war vorher eine Privatstraße des Beamten-Wohnungsvereins zu Berlin. | Vereinsweg                                                                                        |
| Vionvillestraße (Lage)                        | 0160                     | Vionville, Gemeinde westlich von Metz in Frankreich und 1870 Ort der Schlacht von Vionville                                                             | 8. Nov. 1912        | Der erste Name war Straße 85a des Bebauungsplans. | Vionvillestraße                                                                                   |
| Waetzoldtstraße (Lage)                        | 0085                     | Christian Stephan Waetzoldt (1849–1904), Pädagoge | 1911                | Der erste Name war Straße 3b des Bebauungsplans. | Waetzoldtstraße                                                                                   |
| Walsroder Straße (Lage)                       | 0260                     | Walsrode, Stadt im Landkreis Heidekreis in Niedersachsen                                                                                                | 23. Nov. 1931       | Der erste Name war Straße 54 des Bebauungsplans. | Walsroder Straße                                                                                  |
| Weverpromenade (Lage)                         | 0150                     | Arnold Wever (1850–1922), Bankdirektor und Schöffe | um 1922             | Der Bezirk Steglitz benannte in dem von Wever geschaffenen Stadtpark eine breite Promenade nach ihm. 1924 setzte der älteste Sohn Karl dort auf Anregung des Bezirks einen Erinnerungsstein. | Weverpromenade                                                                                    |
| Wilseder Straße (Lage)                        | 0300                     | Wilsede, Ortsteil von Bispingen in Niedersachsen | 16. Aug. 1928       | Der erste Name war Straße 58 des Bebauungsplans. | Wilseder Straße                                                                                   |
| Wolfensteindamm (Lage)                        | 0330 (im Ortsteil)       | Moses Wolfenstein (1838–1907), jüdischer Kaufmann und Stifter der Steglitzer Synagoge                                                                   | 15. März 1966       | Der westliche Abschnitt der Straße verläuft in Lichterfelde. Der Wolfensteindamm entstand als neue Straße durch den Bau der Westtangente. Er wurde zusammen mit einem Abschnitt der Birkbuschstraße zwischen Neuer Straße und Schloßstraße in Wolfensteindamm benannt. | Wolfensteindamm                                                                                   |
| Worpsweder Straße (Lage)                      | 0170                     | Worpswede, Gemeinde im Landkreis Osterholz in Niedersachsen                                                                                             | 16. Aug. 1928       | Der erste Name war Straße 57 des Bebauungsplans. | Worpsweder Straße                                                                                 |
| Wrangelstraße (Lage)                          | 0140                     | Friedrich von Wrangel (1784–1877), preußischer Generalfeldmarschall                                                                                     | um 1880             | An der Wrangelstraße ist das Schlossparktheater im Wirtschaftsgebäude des früheren Steglitzer Schlosses eingerichtet. | Schlossparktheater                                                                                |
| Wulffstraße (Lage)                            | 0170                     | Karl Wulff (1828–1897), Pädagoge | 28. Sep. 1935       | Der vorherige Name vor 1893 bis 1935 war Hohenzollernstraße. | Wulffstraße                                                                                       |
| Wuthenowstraße (Lage)                         | 0120                     | Karl Ernst Heinrich Arthur Wuthenow (1844–1921), Theologe                                                                                               | 12. Nov. 1925       | Der erste Name war Straße 45 des Bebauungsplans. | Wuthenowstraße                                                                                    |
| Zeunepromenade (Lage-Nordteil) (Lage-Südteil) | 0125                     | Johann August Zeune (1778–1853), Blindenlehrer, Pädagoge, Geograf und Germanist                                                                         | 1906                | Die Benennung erfolgte anlässlich der Hundertjahrfeier der Staatlichen Blindenanstalt nach ihrem Begründer. Die Promenade ist ein Fußweg in zwei separaten Abschnitten. Der nördliche Teil verläuft entlang der Grenze zwischen Steglitz und Lichterfelde, direkt am Botanischen Garten entlang; der südliche Teil verläuft zwischen Fichtenberg-Oberschule und Staatlicher Blindenanstalt und verbindet die Lepsius- mit der Rothenburgstraße. | Zeunepromenade                                                                                    |
| Zimmermannstraße (Lage)                       | 0300                     | Julius Zimmermann (1834–1902), Gemeindevorsteher in Steglitz                                                                                            | 1901                | Der erste Name war Straße 18 des Bebauungsplans. | Zimmermannstraße                                                                                  |

## Ehemalige und umbenannte Straßen
| Name, ggf. Bild                        | Namensherkunft | Datum der Benennung | wann umbenannt                                                               | umbenannt in oder aufgehoben | Anmerkungen |
| -------------------------------------- | --- | ------------------- | ---------------------------------------------------------------------------- | --- | --- |
| Allerstraße                            | Aller, Fluss | 18. Juli 1908       |                                                                              | → Sachsenwaldstraße | Nach dem Bebauungsplan wurde sie als Straße 38 angelegt. |
| Akazienstraße                          | Akazie, Laubbaum. Vermutlich Erstbepflanzung am Straßenrand                                                                                                | 1901                | 19. Apr. 1966                                                                | entwidmet | Im Adressbuch 1910 zwischen Düppelstraße über Schadenrute bis Stubenrauchplatz mit drei Mehrfamilienhäusern eingetragen. Die Akazienstraße entfiel durch den Bau der Stadtautobahn (Westtangente). |
| Am Markt                               | Markt, Haupthandelsplatz („Düppelmarkt“) der damaligen Gemeinde Steglitz im Landkreis Teltow                                                               | vor 1902            | 13. Apr. 1966                                                                | aufgehoben | |
| Am Stubenrauchplatz                    | Stubenrauchplatz | vor 1920            | nach 1943                                                                    | → Jochemplatz | (Die Angaben über die Existenz dieser Straße sind den Adressbüchern zwischen 1915 und 1943 entnommen, jeweils mit dem Zusatz „Am“.) Sie verlief von der Florastraße bis Akazien-/Düppelstraße und umfasste im Jahr 1920 sechs bebaute Parzellen. Der Straßenzug ist nach der Umbenennung des Platzes in dessen Adresse mit eingegangen. Er ist auf Karten des Jahres 2013 noch zu erkennen und etwa 60 Meter lang. |
| Arndtstraße                            | Ernst Moritz Arndt (1769–1860), deutscher Aufklärer, Dichter, Politiker                                                                                    | vor 1895            | 20. März 1939                                                                | → Gritznerstraße | Im Jahr 1905 wurde die Straße 11 in die Arndtstraße einbezogen. |
| Belfortstraße                          | Belfort, Stadt in Frankreich | vor 1878            | 17. Mai 1930                                                                 | → Klingsorstraße | |
| Berliner Straße                        | Alt-Berlin, Richtung | vor 1878            | 1. Okt. 1961                                                                 | → Ostpreußendamm (ein Abschnitt) Weitere Abschnitte wurden in Halskestraße (um 1896), Siemensstraße (1897) und Hanstedter Weg (1931) umbenannt. | Fast jeder Ort im Umland besaß eine Berliner Straße. In Vorbereitung der Gemeindegründung Groß-Berlin machten sich Umbenennungen erforderlich. Ein Straßenabschnitt hieß 1934–1947 Doellestraße, wurde 1947 in Priesterweg und 1957 in Sembritzkistraße umbenannt |
| Bismarckplatz                          | Otto von Bismarck | 1896                | 1939                                                                         | als Platz entwidmet | Der Platz lag an der Kreuzung von Bismarckstraße und Moltkestraße (heute Selerweg). Beide Straßen waren bei der Benennung des Platzes noch unbebaut. |
| Brüderstraße                           | Bruder | vor 1884            | 12. Nov. 1925                                                                | → Stindestraße im Ortsteil Steglitz; im Ortsteil Lichterfelde blieb der Name erhalten                                                           | Die Straße verl8ief von der Albrechtstraße bis zum Teltowkanal (Jahr 1910) und wies 19 Hausnummern auf. |
| Dahlemer Straße                        | Berlin-Dahlem, Richtung, eh. Nachbardorf | um 1887             | 2. Juni 1904                                                                 | → Brandenburgische Straße | Quellenlage unklar, in den Adressbüchern (erste Ausgabe 1896) nicht enthalten |
| Dahlemer Weg                           | Berlin-Dahlem, Richtung, eh. Nachbardorf | nach 1850           | vor 1878                                                                     | → Grunewaldstraße | |
| Dietrich-Schäfer-Weg                   | Dietrich Schäfer (1845–1929), Historiker, Hochschullehrer                                                                                                  | 18. Sep. 1934       | 24. Aug. 1992                                                                | → Carl-Heinrich-Becker-Weg | Bei der Namensfestlegung 1934 wurden die frühere Friedrichstraße und der Wilhelmplatz zusammengefasst. – Wegen Schäfers Systemnähe zum nationalsozialistischen Gedankengut (Antisemitismus und Annexionismus) beschloss die Bezirksverwaltung am 24. April 1989 eine Namensänderung. Wegen Einspruchs von Anwohnern und einer Klage vor dem Verwaltungsgericht konnte die Umbenennung erst drei Jahre später vollzogen werden. |
| Doellestraße                           | Werner Doelle (1909–1925), Anhänger der NS-Bewegung, der infolge politischer Auseinandersetzungen ums Leben kam                                            | 18. Sep. 1934       | 31. Juli 1947                                                                | → Sembritzkistraße | Ein Teil der Berliner und ein Teil der Lichterfelder Straße im Bereich Südende erhielten in der Zeit des Nationalsozialismus diesen Namen. |
| Eschenstraße                           | Eschen, Laubbäume | 1904                | 1. Sep. 1964                                                                 | → Erlenstraße | Die Eschenstraße wird 1905 erstmals im Adressbuch erwähnt. Die beiden nach Bäumen benannten Verkehrswege verliefen im rechten Winkel zueinander und wurden namentlich zusammengefasst. |
| Feldstraße                             | Feld, die Straße führte zu den östlich von Friedenau liegenden Äckern (= Feldern) der Steglitzer Bauern.                                                   | 1897                | 20. Okt. 1932                                                                | → Feuerbachstraße | Der Verlauf von der Schloßstraße bis zur Eisenbahnlinie ist bereits in einer Karte von 1888 eingetragen. Im Adressbuch 1898 ist sie erstmals enthalten und noch „unbebaut“. Der S-Bahnhof Feuerbachstraße wurde als „S-Bahnhof Feldstraße“ geplant, aber dann 1933 unter seinem heutigen Namen eröffnet. |
| Fichtestraße                           | Johann Gottlieb Fichte, deutscher Erzieher und Philosoph                                                                                                   | vor 1878            | 4. Apr. 1934                                                                 | → Lepsiusstraße | |
| Flensburger Straße                     | Flensburg, Stadt in Niedersachsen | vor 1883            | 16. Aug. 1952                                                                | → Deitmerstraße | |
| Friedenauer Straße                     | Friedenau, Richtung | 3. Nov. 1901        | 11. Juli 1957                                                                | → Oehlertring | Zunächst hieß der Verkehrsweg Ringstraße. Im Jahr 1901 begann man einzelne Teile neu zu benennen. Nach mehr als 50 Jahren fasste man alle wieder in dem Namen Oehlertring zusammen. |
| Friedrichstraße                        | König Friedrich I. | vor 1883            | 18. Sep. 1934 20. Juli 1960                                                  | Ein erster Abschnitt wurde in → Dietrich-Schäfer-Weg umbenannt, ein weiterer Abschnitt behielt seinen Namen noch bis 1960.                      | |
| Friesenstraße                          | Karl Friedrich Friesen (1784–1814), Turnlehrer, Mitglied des Lützowschen Freikorps                                                                         | vor 1910            | 20. März 1939                                                                | → Rathstraße | Die Straße hieß nach dem Bebauungsplan zuerst Straße 11. Im Adressbuch des Jahres 1910 liegt sie zwischen der Schildhornstraße und der Gemarkung Friedenau mit zwei bebauten Parzellen (9 und 10), der Rest sind „Baustellen“. Insgesamt gab es hier in den 1930er Jahren 28 Hausnummern. |
| Gellertplatz                           | Christian Fürchtegott Gellert (1715–1769), Dichter | um 1911             | 1936                                                                         | entwidmet | Der Gellertplatz lag an der Forststraße. |
| Gellertstraße                          | Christian Fürchtegott Gellert (1715–1769), Dichter | um 1911             | 1912                                                                         | Die Gellertstraße wurde in die → Björnsonstraße einbezogen.                                                                                     | |
| Gerhard-Weber-Straße                   | Gerhard Weber (1907–1929), Kraftfahrer und Anhänger der NS-Bewegung, der bei politischen Auseinandersetzungen starb                                        | 6. Aug. 1937        | 31. Juli 1947                                                                | → Stirnerstraße | Zuvor trug der Verkehrsweg den Namen Hardenbergstraße. |
| Grabenstraße                           | Wassergraben, der im 19. Jhd. in die Bäke entwässerte | um 1896             | um 1897                                                                      | → Lutherstraße | Der Verkehrsweg war nach dem Bebauungsplan als Straße 68 angelegt worden. Quellenlage unklar, in den Adressbüchern (erste Ausgabe 1896) nicht enthalten |
| Handjeryplatz                          | Nicolaus Prinz Handjery (1836–1900), Politiker | um 1896             | 17. Aug. 1965                                                                | entwidmet und überbaut | lag im Winkel zwischen Albrechtstraße und Steglitzer Damm |
| Hardenbergstraße                       | Fürst von Hardenberg (1750–1822), preußischer Staatsmann und Reformer                                                                                      | 1896                | 6. Aug. 1937                                                                 | → Gerhard-Weber-Straße | Angelegt wurde der Verkehrsweg als Straße 55 des Bebauungsplans. Er setzte an der Ringstraße an. |
| Heidschnuckenweg                       | Heidschnucken, spezielle genügsame Schafrasse | 23. Nov. 1931       | 4. Dez. 1959                                                                 | entwidmet für die Anlage der Kleingartenkolonie „Heimgarten“                                                                                    | Der Heidschnuckenweg war ein Privatweg in Verlängerung des Hünensteigs, am Südrand des Friedhofs Bergstraße. |
| Hermannstraße                          | Hermann der Cherusker oder „Hermann“, männlicher Vorname                                                                                                   | 1897                | 1936                                                                         | → Hünefeldstraße | |
| Hohenzollernstraße                     | Hohenzollern, Herrschergeschlecht in Preußen | vor 1893            | 28. Sep. 1935                                                                | → Wulffstraße | In der Hohenzollernstraße 3 hatte sich der „Steglitzer Jagdklub“ etabliert. Im Jahr 1910 gab es diesen Klub hier nicht mehr. |
| Humboldtstraße                         | Wilhelm von Humboldt (1767–1835), Wissenschaftler, Politiker                                                                                               | vor 1878            | 20. Juli 1960                                                                | zusammen mit der Moltkestraße in → Selerweg | |
| Hünefeldstraße                         | Ehrenfried Günther Freiherr von Hünefeld (1892–1929), Flugpionier                                                                                          | 1933                | 1939                                                                         | → Ellwanger Straße | Der Name des Flugpioniers wurde für die vorherige Mittelstraße im Jahr 1953 neu vergeben. Nun heißt sie allerdings Hünefeldzeile. |
| Jahnstraße                             | Friedrich Ludwig Jahn (1778–1852), Turnlehrer, Reformer | vor 1878            | 4. Apr. 1934                                                                 | → Lepsiusstraße, zusammen mit der Fichtestraße                                                                                                  | Die Straße umfasste in Steglitz die Hausnummern 1–10 und 21–31, die Nummern 11–20 gehörten im Jahr 1915 zu Friedenau. Sie verband die Schildhornstraße mit der Gemarkung Friedenau (hinter der Mommsenstraße). |
| Kaiser-Wilhelm-Straße                  | Wilhelm II., deutscher Kaiser bis 1918 | um 1870             | 1960                                                                         | → Schmidt-Ott-Straße | Die Straße verlief um 1910 zwischen der Rothenburg- und der Fichtestraße mit 21 Parzellen. |
| Karlstraße                             | Karl Alexander (1801–1883), Prinz von Preußen | nach 1920           | 11. Juli 1957                                                                | → Oehlertring | Sie entstand durch Zerlegung der früheren Ringstraße und lag im Bereich Südende, der bis 1920 nicht zu Steglitz gehörte. |
| Kleiststraße                           | Heinrich von Kleist (1777–1811), Dichter | 1903                | 9. Juni 1933                                                                 | → Brentanostraße und → Haderslebener Straße | Erschien zuerst 1904 im Adressbuch. Im Jahr 1910 verband sie die Grunewaldstraße mit der Feldmark Wilmersdorf. Allein eine Gärtnerei des Landschaftsgärtners R. Köhler ist unter der Hausnummer 38 eingetragen. |
| Klixstraße                             | Gustav Adolf Klix (1822–1891), Theologe, Philologe, Pädagoge                                                                                               | 1903                | 7. Apr. 1919                                                                 | → Robert-Lück-Straße | Erschien zuerst 1904 im Adressbuch. Die Umbenennung erfolgte wahrscheinlich in Vorbereitung des Zusammenschlusses zur Gemeinde Groß-Berlin. In dieser Zeit gab es in drei weiteren bisherigen Vororten gleichnamige Straßen. |
| Kurfürstenstraße                       | Kurfürst, Titel früherer Herrscher der Mark Brandenburg | um 1896             | 2. Nov. 1953                                                                 | → Braillestraße | Sie verlief zwischen Schloßstraße und Rothenburgstraße. Im Jahr 1901 umfasste sie neun mit Miethäusern bebaute Parzellen. |
| Lankwitzer Straße                      | Lankwitz, Richtung | nach 1850           | 1893                                                                         | → Friedrichstraße | |
| Lichterfelder Chaussee                 | Lichterfelde, Richtung | vor 1883            | nach 1925                                                                    | → Hindenburgdamm | Die 260 Meter lange Straße verlief zwischen Schloßstraße und Eisenbahn (später bis Fronhoferstraße). Um 1926 wurde diese in Groß-Berlin in den Lichterfelder Hindenburgdamm einbezogen. Auf dem Grundstück 1 der Lichterfelder Chaussee (westliche Straßenseite) lag anfangs das Wagendepot der Westlichen Berliner Vorortbahn; ab 1935 als Betriebshof Steglitz und östlich das Erdmann'sche Haus auf der Nummer 8 mit acht Mietsparteien. Das westliche Grundstück 67 war der Schloßstraße 62/63 zugeordnet und für Nummer 67 notiert das Adressbuch des Jahres 1927: „Bahnhof der Westlichen Berliner Vorortbahn, gehört zu Lichterfelder Hindenburgdamm 68“. Beim Einbeziehen in den Hindenburgdamm wurden die Parzellen umnummeriert. |
| Lichterfelder Straße                   | Lichterfelde, Richtung | vor 1878            | 10. Apr. 1931                                                                | Einbeziehung in die → Borstellstraße | Sie verlief von Stephanstraße (Haus Nummer 1) bis Potsdamer Straße mit 40 Hausnummern in Hufeisenform. |
| Lindenstraße                           | Linden, Laubbäume | vor 1883            | 8. Juni 1932                                                                 | → Leydenallee | Im Jahr 1920 findet sich im Adressbuch die folgende Verlaufsangabe: „Von der Eisenbahn/Berlinickestraße bis zur Breite Straße“. Sie umfasste 49 bebaute Parzellen. |
| Luisenstraße                           | Luise von Mecklenburg-Strelitz (1776–1810), Ehefrau von König Friedrich Wilhelm III. von Preußen, bekannt als Königin Luise                                | März 1906           | 8. Juni 1932                                                                 | → Königin-Luise-Straße | Der erste Name lautete Dorfstraße; sie wurde 1889–1901 nach Vorgabe der Kommission zur Aufteilung der Domäne Dahlem angelegt. Sie erhielt den Namen Luisenstraße, weil sie in der Nähe des Luisenstiftes lag. Im Adressbuch des Jahres 1910 ist ihr Verlauf zwischen Siemensstraße und Teltowkanal angegeben. Sie umfasste bereits fünf mit Mehrfamilienhäusern bebaute Parzellen. Nummer 9 beherbergte die „Neue Photographische Gesellschaft AG“ und den „Werk-Konsum-Verein Steglitz e.g.m.b.H.“. Darüber hinaus gab es 13 Baustellen. Um das Jahr 1932 erweiterte man den Straßennamen mit dem Titel der Herrscherin.\| |
| Mariendorfer Straße (1)                | Mariendorf, Richtung | vor 1883            | 5. Sep. 1957                                                                 | → Steglitzer Damm | Die Mariendorfer Straße im Ort Steglitz verlief im Jahr 1910 zwischen Albrecht- und Südende/Steglitzer Straße und umfasste 57 bebaute Parzellen. |
| Mariendorfer Straße (2)                | Mariendorf, Richtung | um 1850             | 1887                                                                         | → Hermannstraße | Diese Mariendorfer Straße lag in der Landhauskolonie Südende, bis 1920 nicht zu Steglitz gehörend. Zuerst wurde sie zur Hermannstraße, danach zur Hünefeldstraße, am 20. März 1939 wurde sie in → Ellwanger Straße umbenannt. |
| Märkische Straße                       | Mark Brandenburg, Richtung | 18. Apr. 1907       | 10. Mai 1931                                                                 | Einbeziehung in die → Borstellstraße | Die Märkische Straße war im 19. Jhd. ein Abschnitt der Lichterfelder Straße. Im Jahr 1910 befanden sich an der Straße acht bebaute Parzellen. Sie verlief von der Stephanstraße zur Brandenburgischen Straße. |
| Marksteinstraße                        | Tappert, Markstein & Co., Bronzewarenfabrik in Steglitz | um 1896             | 17. Sep. 1938                                                                | in die neu bezeichnete → Suchlandstraße eingegliedert                                                                                           | Sie verlief zwischen Schützenstraße und Kurze Straße mit 13 Hausnummern (im Jahr 1915). Im Nationalsozialismus passte die Straßenbenennung nach einer jüdischen Person nicht ins politische Konzept. |
| Marslatourstraße (Mars-la-Tour-Straße) | Schlacht von Mars-la-Tour im Deutsch-Französischen Krieg                                                                                                   | 8. Nov. 1912        | 7. Jan. 1928                                                                 | → Birkbuschgarten | Angelegt wurde der Verkehrsweg nach dem Bebauungsplan als Straße 83a. Er setzte an der Birkbuschstraße an. Noch bis zum Jahr 1920 gab es hier keinerlei Bebauung. |
| Miquelstraße                           | Johannes von Miquel (1828–1901), Politiker | 1904                | 26. Sep. 1929                                                                | → Muthesiusstraße | Der erste Name war Straße 20 des Bebauungsplans. Sie wird 1905 erstmals im Adressbuch erwähnt. Im Jahr 1910 wies sie 32 bebaute Parzellen auf und verlief zwischen Schloßstraße und Fichtestraße. |
| Moltkestraße                           | Helmuth Graf von Moltke (1800–1891), Militär | vor 1905            | 20. Juli 1960                                                                | zusammen mit der Humboldtstraße in → Selerweg                                                                                                   | Sie setzte an der Humboldtstraße an und war noch im Jahr 1910 „unbebaut“. Bereits fünf Jahre später waren fünf Parzellen mit Mietshäusern bebaut. Sie verband nunmehr die Ringstraße mit der Bismarckstraße. |
| Mommsenstraße                          | Theodor Mommsen (1817–1903), Historiker | 11. Nov. 1903       | 26. Nov. 1927                                                                | → Markelstraße | Nach dem Bebauungsplan entstand der Verkehrsweg als Straße 13. Im Jahr 1915 waren bereits 63 Miethäuser gebaut, die teilweise sogar mehrere Aufgänge auswiesen. |
| Potsdamer Straße                       | Potsdam, Richtung | vor 1896            | 8. Apr. 1933                                                                 | → Benzmannstraße | Eine um 1900 vorgenommene Straßenverlängerung wurde 1910 in die Potsdamer Straße einbezogen. Sie verfügte zu dieser Zeit über 27 bebaute Parzellen und reichte von der Halskestraße bis zur Lichterfelder Straße. Im Jahr 1920 weist das Adressbuch aus, dass die Potsdamer Straße zwischen Heinrich-Seidel-Straße und Gemarkung Südende verlief. Die Parzellen 4–32 gehörten zum Postbereich Südende. |
| Priesterweg                            | Priester, katholischer Geistlicher | überliefert         | 11. Juli 1957                                                                | → Sembritzkistraße | Die Straße bezeichnete den Weg der in Schöneberg und im Dorf Lankwitz tätigen „Gottesdiener“. |
| Rastatter Platz                        | Rastatt, Stadt in Baden-Württemberg | 8. Jan. 1892        | 26. Aug. 1913                                                                | → Breitenbachplatz | |
| Rathausplatz                           | Rathaus Steglitz | um 1898             | 1. Juni 1955                                                                 | → Hermann-Ehlers-Platz | Als das Rathaus Steglitz fertiggestellt war, bezeichnete man den Platz davor nach dem Amtsgebäude. Zwischen 1955 und 1958 hieß er Ehlersplatz. |
| Rathstraße                             | Ernst Eduard vom Rath (1909–1938), Diplomat; starb infolge eines Attentats, dessen Hintergründe bis heut nicht zweifelsfrei geklärt sind                   | 20. März 1939       | 31. Juli 1947                                                                | → Gritznerstraße | Die nach dem Zweiten Weltkrieg vorgenommene Umbenennung der Straße war eine Folge der nationalsozialistischen Pogrome, für die das Attentat auf Rath als Vorwand diente. |
| Ringstraße                             | Ringstraße, Form zur Erschließung des Baulandes | vor 1884            | 3. Nov. 1901 (Friedenauer Str., Oehlertring) 20. Juli 1960(Lauenburger Str.) | zerlegt in Friedenauer Straße, → Oehlertring und Lauenburger Straße                                                                             | Die Ringstraße ist im Adressbuch 1901 noch enthalten. Sie begann an der Albrechtstraße (mit Hausnummer 1), querte nach Parzelle 4 die Hardenbergstraße. Danach sind über Steinstraße bis zur Moltkestraße nur „Baustellen“ der Terrain-Gesellschaft angegeben, Hausnummernbereich 5–27 fehlt. Ab Hausnummer 41 an der Humboldtstraße gibt es weitere Baustellen ohne Angabe der Bauherren. Der Ring schließt sich an der Albrechtstraße. |
| Rugeplatz                              | Max Ruge, Kommunalpolitiker in Steglitz und Reichstagsabgeordneter                                                                                         | 1898                | 1903                                                                         | aufgehoben | Der unbebaute Platz an der Rugestraße war von 1899 bis 1903 im Adressbuch enthalten. |
| Sachsallee                             | Hans Sachs (1494–1576), Schuhmacher, eine Hauptfigur der Oper „Die Meistersinger von Nürnberg“ von Richard Wagner                                          | um 1907             | 17. Sep. 1938                                                                | → Englerallee | |
| Schadenrute                            | Schadenrute ist ein Schutzstreifen gegen Brandschäden durch überfliegende Funken der Eisenbahn mit einer Breite von einer preußischen Rute = 3,766 Metern. | vor 1904            | 1966                                                                         | entwidmet | Die Straße, 1904 angegeben, führte im Zentrum von Steglitz am Bahndamm der Berlin-Potsdamer Eisenbahn entlang. Sie wurde für den Bau der Westtangente 1966 entwidmet. Auf dem südlichen Teil verläuft heute ein namenloser Fußweg. |
| Schillerstraße                         | Friedrich Schiller (1759–1805), Dichter | vor 1878            | 5. März 1935                                                                 | → Arno-Holz-Straße | Wegen der zahlreichen gleichnamigen Straßen in Groß-Berlin mussten Umbenennungen vorgenommen werden. |
| Schlageterstraße                       | Albert Leo Schlageter (1894–1923), deutscher Freikorpskämpfer, der von einem französischen Militärgericht wegen Spionage verurteilt und hingerichtet wurde | 1925                | 31. Juli 1947                                                                | → Spinozastraße | Die Hinrichtung des NSDAP-Mitglieds Schlageter schürte in Deutschland den Hass gegen die französischen Nachbarn, Schlageter wurde zu einem „Märtyrer“ hochstilisiert. Dieser ideologische Missbrauch in der NS-Zeit war der Grund für die Straßenumbenennung nach dem Zweiten Weltkrieg. |
| Schmargendorfer Weg                    | Schmargendorf, seit 1920 Ortsteil von Berlin | 1896                | ?                                                                            | ? | Im Adressbuch 1897 ist er erstmals enthalten als unbebaute, von der Fichtestraße (heute Lepsiusstraße) abgehende Straße. Auf Plänen von 1907 erscheint er als wahrscheinlich nur geplante diagonale Verbindung vom Rastatter Platz (heute Breitenbachplatz) zur Paulsenstraße. |
| Seestraße                              | Südender See, Weg dorthin | vor 1903            | 11. Juli 1957                                                                | → Sohnreystraße | |
| Stubenrauchplatz                       | Ernst von Stubenrauch (1853–1909), Landrat in Teltow, später Polizeipräsident in Berlin                                                                    | 1896                | 1. Dez. 1962                                                                 | → Jochemplatz | Im Adressbuch 1897 ist er erstmals enthalten. Von 1897 bis mindestens 1901 wies der Platz drei Hausnummern auf und wurde von Düppelstraße und Florastraße begrenzt. |
| Teichstraße                            | Teiche, die an der Bäke lagen | vor 1883            | vor 1893                                                                     | → Schützenstraße | |
| Tempelhofer Straße                     | Tempelhof, Richtung von Südende aus | um 1899             | 7. Jan. 1928                                                                 | Einbeziehung in die → Attilastraße | |
| Tolstoistraße                          | Lew Tolstoi (1828–1910), russischer Schriftsteller | 1910                | 1912                                                                         | → Buggestraße | Ein Abschnitt dieser Straße war nach dem Bebauungsplan als Straße 9 angelegt worden. |
| Turmstraße                             | Übungsturm der Freiwilligen Feuerwehr „Südende“ im Straßenbereich                                                                                          | vor 1903            | 15. Juli 1957                                                                | → Brinkmannstraße | |
| Uhlandstraße                           | Ludwig Uhland (1787–1862), Dichter | um 1890             | 3. Dez. 1954                                                                 | → Ermanstraße | |
| Wilhelmplatz                           | Wilhelm I., deutscher Kaiser | 1896                | 18. Sep. 1934                                                                | → Dietrich-Schäfer-Weg | Der Platz wurde zusammen mit der Friedrichstraße nach Schäfer umbenannt. |
| Wilhelmstraße                          | Wilhelm I., deutscher Kaiser | 3. Juli 1893        | 11. Juli 1957                                                                | → Grabertstraße | |
| Wilmersdorfer Weg                      | Wilmersdorf, seit 1920 Ortsteil von Berlin | 1898                | 1904                                                                         | aufgehoben | In den Adressbüchern von 1899 bis 1904 ist er enthalten als unbebaute, von der Kaiser-Wilhelm-Straße (heute Schmidt-Ott-Straße) abgehende Straße. |
| Wichernstraße                          | Johann Hinrich Wichern (1808–1881), Theologe | vor 1911            | 31. Aug. 1937                                                                | → Altensteinstraße | Die Straße verlief durch die Ortsteile Steglitz und Dahlem. Der dortige Abschnitt behielt seinen Namen. |

Darüber hinaus gab es noch im Jahr 1910 die nach Bebauungsplan angelegte Straße 2 (zwischen Bergstraße und Friedrichsruher Straße). Die Straße 60 (im Jahr 1915) war eine Querstraße der Mariendorfer Straße.

## Kleingartenanlagen (KGA)
- KGA Bahn-Land-Wirtschaft (BLW), Unterbezirk Steglitz, Gruppe „Albrechtstraße-Teltowkanal“ (Albrechtstraße/Teltowkanal, Lage), Kleingartenanlage[76] mit elf Parzellen auf 3.297 m².
- KGA „Am Fichtenberg“ (Rothenburgstraße 20, Lage), Dauerkleingartenanlage[77] mit 16 Parzellen auf 3.125 m². Die Anlage ist als Reservefläche der Fichtenberg-Oberschule vorgesehen.
- KGA „Bäketal“ (Haydnstraße 21, Lage), Dauerkleingartenanlage[78] mit 50 Parzellen auf 15.994 m² landeseigenen Pachtflächen.
- BLW, Unterbezirk Steglitz Gruppe „Fronhofer Straße“ (an der Fronhofer Straße, Lage), Kleingartenanlage[76] mit 16 Parzellen auf 6.358 m².
- BLW, Unterbezirk Steglitz Gruppe „Buhrowstraße“ (Buhrowstraße 13, Lage), Kleingartenanlage[76] mit sechs Parzellen auf 2.063 m².
- BLW, Unterbezirk Steglitz, Gruppe „Crailsheimer Straße“ (Crailsheimer/Tuttlinger Straße, Lage), Kleingartenanlage[76] mit 36 Parzellen auf 11.241 m².
- KGA „Erlenstraße“ (Erlenstraße 11–17, Lage), Dauerkleingartenanlage[78] mit 45 Parzellen auf 13.294 m² landeseigenen Pachtflächen.
- KGA „Heimgarten“ (Munsterdamm 53, Lage), Dauerkleingartenanlage[78] mit 34 Parzellen auf 8.780 m² landeseigenen Pachtflächen.
- BLW, Unterbezirk Steglitz, Gruppe „Karl-Fischer-Weg“ (Priesterweg/Sembritzkistraße, Lage), Kleingartenanlage[76] auf bahneigenem Gelände mit 31 Parzellen, davon liegen 5.099 m² (von 11.241 m²) auf Steglitzer Territorium (KGA Sembritzkistraße/Oehlertring).
- Kleingartenanlage „Karl-Lange-Brücke Nord“ (Albrechtstraße 60c, Lage), Dauerkleingartenanlage[79] mit 48 Parzellen auf 14.344 m² landeseigenen Pachtflächen, Teil der KGV Berlin-Steglitz-Ost e. V.[80]
- BLW, Unterbezirk Steglitz, Gruppe „Kelchstraße“ (Kelchstraße, Lage), Kleingartenanlage[76] mit 20 Parzellen auf 4.701 m² Bahngelände.
- KGA „Rauhe Berge“ (Munsterdamm 83, Lage), Dauerkleingartenanlage[78] mit 91 Parzellen auf 29.939 m² landeseigenen Pachtflächen.
- KGA „Reutlinger Straße“ (Reutlinger Straße 12–18, Lage), Dauerkleingartenanlage[78] mit 34 Parzellen auf 11.764 m² landeseigenen Pachtflächen, Teil der KGV Berlin-Steglitz-Ost e. V.[81]
- BLW, Unterbezirk Steglitz, Gruppe „Schünemannweg“ (Schünemannweg 22 Lage), Kleingartenanlage[76] mit 13 Parzellen auf 4.496 m² Bahngelände.
- KGA „Schutzverband Steglitz“ (Hünensteig 25–35/Immenweg 12, Lage), Dauerkleingartenanlage[78] mit 85 Parzellen auf 25.753 m² landeseigenen Pachtflächen.

## Parks und Friedhöfe
| Name/Lage                                              | Fläche (gerundet in m²)              | Namensherkunft | Datum der Benennung oder Anlage | Anmerkungen | Bild |
| ------------------------------------------------------ | ------------------------------------ | --- | ------------------------------- | --- | --- |
| Bäke-Park (Lage)                                       | 097.757                              | Der heute am Teltowkanal endende Restlauf der Bäke. |                                 | | Austritt der Bäke am Bäkepark |
| Birkbuschgarten (Lage)                                 |                                      | Birkbuschgarten ist eine Zufahrtsstraße zur nahezu geschlossenen Wohnanlage gleichen Namens mit ovalem Verlauf die gleichsam eine Grünfläche umschließt. |                                 | Hofbegrünung, die die Wohnanlage Birkbuschgarten komplettiert. Datiert auf 1926/1928. Der Wiederaufbau erfolgte 1953/1954. | Birkbuschgarten Berlin-Steglitz · Birkbuschgarten Berlin-Steglitz · Birkbuschgarten Berlin-Steglitz · Birkbuschgarten Berlin-Steglitz |
| Eichgarten (Lage)                                      |                                      | Durch den Eichgarten verläuft Pfad, Fußweg und Wohnstraße Am Eichgarten.                                                                                 |                                 | Eichgarten ist eine Grünfläche, die den Steglitzer Stadtpark in südwestlicher Richtung um- bzw. abschließt. | Eichgarten Berlin-Steglitz |
| Elisabeth-Bergner-Park (ohne KGA Steglitz-West) (Lage) | 007.834                              | Österreichisch-britische Schauspielerin und Regisseurin Elisabeth Bergner                                                                                |                                 | | Elisabeth Bergner Park Berlin-Steglitz · Elisabeth Bergner Park Berlin-Steglitz                                                       |
| Georg-von-Siemens-Park (Lage)                          | 006.659                              | Bankier und Politiker Georg von Siemens |                                 | Der Park liegt entlang des Steglitzer Damms und der Kelchstraße. | Georg von Siemens Park Berlin-Steglitz                                                                                                |
| Harry-Bresslau-Park (Lage)                             | 008.094                              | Historiker Harry Bresslau |                                 | | Findling mit Inschrift „Harry-Bresslau-Park“                                                                                          |
| Insulanerpark                                          |                                      | Nach dem hier liegenden Trümmerberg. |                                 | | Luftbild vom Insulaner mit Planetarium                                                                                                |
| Jochen-Klepper-Park (Lage)                             | 003.779                              | Jochen Klepper (1903–1942), Journalist, Schriftsteller und geistlicher Liederdichter, Opfer des NS-Regimes                                               | 1989                            | Die Grünanlage ist ein Reststück der 1883 eröffneten Gärtnerei von Carl Kotte (1853–1927), die sich auf dem Eckgrundstück Sembritzkistraße 23/25 – Oehlertring 19/21 befand. 1989 wurde die Grünanlage als Jochen-Klepper-Park benannt und ein Gedenkstein errichtet.                                                        | Jochen Klepper Park Berlin-Steglitz · Jochen Klepper Park Berlin-Steglitz                                                             |
| Ruth-Andreas-Friedrich-Park (Lage)                     |                                      | Ruth Andreas-Friedrich, Widerstandskämpferin gegen den Nationalsozialismus                                                                               |                                 | Die Grünanlage befindet sich unmittelbar neben dem Botanischen Garten am Fichtenberg. | Ruth-Andreas-Friedrich-Park am Fichtenberg                                                                                            |
| Stadtpark Steglitz (Lage)                              | 180.796 mit angrenzenden Grünflächen | Ortsteil | 1906–1914                       | Der eigentliche Stadtpark belegt 12,4 Hektar und wurde von den Gartenarchitekten Zahn und Korte angelegt. Der Park ist heute als Gartendenkmal geschützt. | Stadtpark Steglitz |
| Viktoriapark (Lage)                                    |                                      | Viktoria, Gemahlin Wilhelms II., letzte Deutsche Kaiserin und Königin von Preußen                                                                        |                                 | Es handelt sich um einen Fußweg zwischen der Ahorn- und der Zimmermannstraße, der jeweils zur Hälfte (durch Stufen getrennt) den beiden Nachbarstraßen zugeordnet ist. | Viktoriapark, Blick aus der Zimmermannstraße nach Norden                                                                              |
| Friedhof Steglitz-Bergstraße (Lage)                    | 264.159                              | |                                 | Der ab 1874 angelegte Parkfriedhof ist heute 27 ha groß. Auf dem Friedhof befinden sich mehrere Kriegsgräberstätten sowie seit 1957 das Ehrenmal für die Gefallenen der Flakartillerie. Der auf dem Friedhof stehende, 1919 fertiggestellte markante Wasserturm aus rotem Ziegelstein wird heute als Verlagsgebäude genutzt. | Ehrenmal für die Gefallenen der Flakartillerie auf dem Friedhof Steglitz · Wasserturm Berlin-Steglitz                                 |
| Tierfriedhof (Lage)                                    | 002.942                              | Vollständiger Friedhofsname: Bärliner Tierfriedhof, um das Wesen des Friedhofs in seiner Lage (Berlin) zu bekräftigen.                                   | 2007                            | Er wurde auf einem nicht pietätsbefangenen Teil des Steglitzer Friedhofs angelegt. | Bärliner Tierfriedhof Berlin-Steglitz                                                                                                 |